# Naufrágio do RMS Titanic
O naufrágio do RMS Titanic ocorreu entre a noite de 14 de abril e a madrugada de 15 de abril de 1912, no Atlântico Norte, quatro dias após o início de sua viagem inaugural, iniciada em Southampton, na Inglaterra, com destino à cidade de Nova Iorque, nos Estados Unidos. O Titanic, que era o maior navio de passageiros em serviço à época, tinha 2208 pessoas a bordo quando atingiu um iceberg por volta de 23h40 (horário no navio) no domingo, 14 de abril de 1912. O naufrágio aconteceu duas horas e quarenta minutos depois, às 02h20 (05h18 GMT) na segunda-feira, 15 de abril, resultando na morte de 1 496 pessoas, transformando-o em um dos piores desastres da história da navegação.
O Titanic recebeu seis avisos de mar com gelo em 14 de abril, mas estava perto da velocidade máxima quando seus vigias avistaram o iceberg. O oficial William Murdoch ordenou que virasse o leme todo para estibordo na tentativa de desviar do iceberg, sem sucesso, pois o navio colidiu com o iceberg danificando provavelmente seis ou sete compartimentos estanques. O Titanic foi projetado para flutuar com quatro de seus compartimentos estanques dianteiros inundados, não mais que isso, e Thomas Andrews, o projetista chefe, logo percebeu que o navio iria afundar. A tripulação usou sinalizadores e mensagens de radiotelegrafia para buscar ajuda, enquanto os passageiros eram colocados dentro dos botes salva-vidas. De acordo com a prática existente, o sistema de botes salva-vidas do Titanic foi pensado para transportar passageiros para embarcações de resgate próximas, e não para ter todos a bordo de um bote simultaneamente; portanto, com o navio afundando rapidamente e a ajuda ainda muito distante, não havia refúgio seguro para muitos dos passageiros e tripulantes. Com isso e com a má gestão na evacuação, muitos barcos foram lançados antes de serem completamente cheios.
Assim, quando o Titanic afundou, mais de mil passageiros e a tripulação ainda estavam a bordo. Quase todos aqueles que pularam ou caíram na água afundaram ou morreram em minutos devido aos efeitos da hipotermia. O navio de passageiros britânico Carpathia registrou os pedidos de socorro do Titanic, quando navegava a cerca de 93 km de distância. Desviou sua rota e chegou ao local por volta de uma hora e meia depois do naufrágio, resgatando os últimos sobreviventes por volta das 9h15 de 15 de abril, quase nove horas e meia após a colisão. O desastre causou indignação generalizada pela falta de botes salva-vidas, regulamentos negligentes e o tratamento desigual das três classes de passageiros durante a evacuação. Os inquéritos subsequentes recomendaram alterações radicais nos regulamentos marítimos, levando ao estabelecimento em 1914 da Convenção Internacional para a Salvaguarda da Vida Humana no Mar (SOLAS em inglês), que ainda hoje regulamenta a segurança marítima.

## História

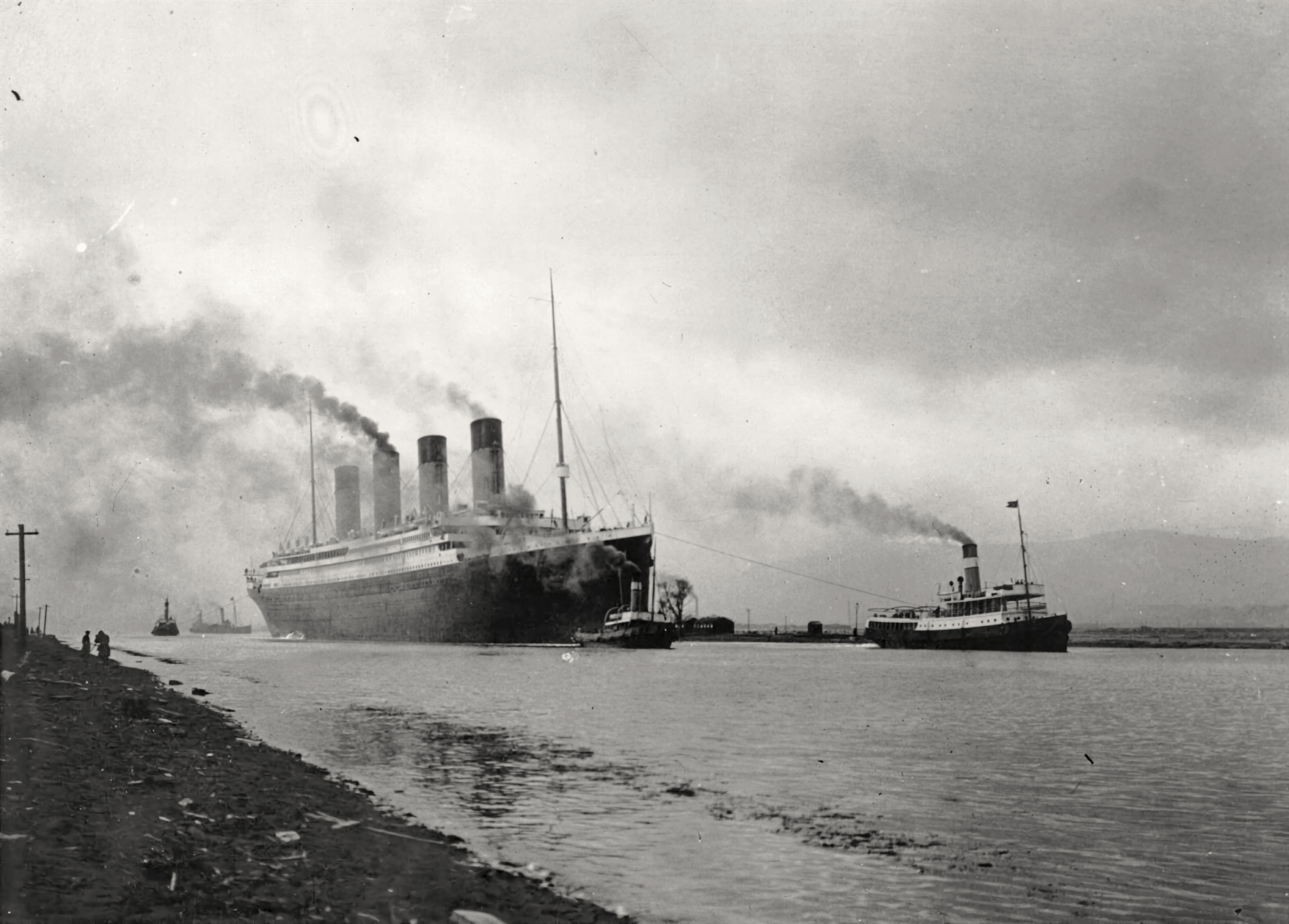
O Titanic no dia 2 de abril de 1912, durante sua fase de testes

Na época de sua entrada em serviço em 2 de abril de 1912, o Royal Mail Ship (RMS) Titanic era o segundo de três navios irmãos de Classe Olympic, e era o maior navio do mundo. Ele e seu irmão, o RMS Olympic, eram quase uma vez e meia a tonelagem bruta dos navios da Cunard RMS Lusitania e do RMS Mauretania, os prévios detentores do recorde e era quase 30 metros mais longo. O Titanic poderia transportar 3 547 pessoas com velocidade e conforto, e foi construído em uma escala até então sem precedentes. Seus motores de pistão eram os maiores já construídos, atingindo 12 metros de altura e com cilindros de 2,70 metros de diâmetro exigindo a queima de 610 toneladas de carvão por dia.
Suas acomodações de passageiros, especialmente aquelas da seção da Primeira Classe do navio, foram classificadas "de extensão e magnificência incomparáveis", sugerido pelas tarifas que as acomodações da Primeira Classe exigiam. As Suites Parlor (as suítes mais caras e mais luxuosas do navio) com deck de passeio privado custavam 4 350 dólares (equivalente a 107 955 dólares em 2016) para uma passagem transatlântica só de ida. Mesmo a Terceira Classe, embora consideravelmente menos luxuosa que a Segunda e Primeira Classes, era excepcionalmente confortável para os padrões contemporâneos e era suprido com quantidades abundantes de boa comida, proporcionando aos passageiros melhores condições do que muitos experimentavam em suas casas.
A viagem inaugural do Titanic começou pouco depois das 10 horas da manhã de 10 de abril de 1912 quando deixou Southampton na primeira etapa de sua jornada até Nova Iorque. Poucas horas depois, chegou em Cherbourg no norte da França, uma jornada de 80 milhas náuticas (148 km ou 92 milhas), onde embarcou passageiros. Seu próximo porto foi Queenstown (agora Cobh) na Irlanda, que ele alcançaria por volta do meio-dia de 11 de abril. Partiu à tarde após embarcar mais passageiros e suprimentos para o navio.
Quando partiu para o oeste pelo Atlântico, estava transportando 892 tripulantes e 1 320 passageiros. Esta era apenas cerca de metade de sua capacidade de passageiros de 2 435, pois era a baixa temporada e o embarque no Reino Unido foi interrompido por uma greve dos mineradores de carvão. Seus passageiros eram uma mistura da sociedade Eduardiana, de milionários tais como John Jacob Astor e Benjamin Guggenheim, até imigrantes pobres de países tão dispersos como Armênia, Irlanda, Itália, Suécia, Síria e Rússia buscando uma vida nova na América.

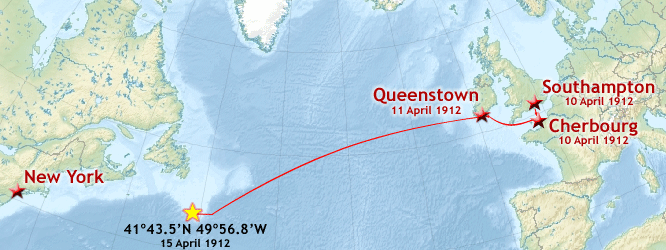
Rota da viagem inaugural do Titanic de Southampton até Nova Iorque, e o ponto onde naufragou marcado em amarelo

O navio era comandado pelo capitão de 62 anos Edward John Smith, o mais antigo entre os capitães da White Star Line. Ele tinha quatro décadas de experiência marítima e serviu como capitão do RMS Olympic, do qual foi transferido para comandar o Titanic. A vasta maioria da tripulação que servia sob seu comando não eram marinheiros treinados, mas engenheiros, bombeiros ou foguistas, responsáveis por vigiar os motores; ou comissários de bordo responsáveis pelos passageiros. Os 6 oficiais de vigilância e 39 marinheiros mais experientes constituíam apenas cerca de 5% da tripulação, e a maioria destes foram pegos em Southampton portanto não tiveram tempo de se familiarizar com o navio.
As condições do gelo foram atribuídos a um inverno ameno que causou um grande número de icebergs vindos da costa oeste da Groenlândia.
Um incêndio começou em um dos depósitos de carvão do Titanic aproximadamente 10 dias antes da partida do navio e continuou por diversos dias mesmo durante o início da viagem, mas foi apagado em 14 de abril. O tempo melhorou significativamente ao longo do dia, de ventos fortes e mares moderados pela manhã até uma calma cristalina à noite, à medida que o caminho do navio a levava para uma área de alta pressão ártica.

## 14 de abril de 1912

### Avisos de icebergs (09h00–23h39)
Durante 14 de abril de 1912, os operadores de rádio do Titanic receberam seis mensagens de outros navios avisando sobre gelo à deriva, os quais os passageiros no Titanic começaram a notar durante a tarde. A condição do gelo no Atlântico Norte era a pior em qualquer mês de abril nos 50 anos anteriores (razão pela qual os vigias desconheciam que estavam prestes a entrar em uma área de gelo à deriva com vários quilômetros de largura e de comprimento).
O primeiro aviso chegou às 09h00 vindo do RMS Caronia relatando "bergs, growlers e campo de gelo". O capitão Smith confirmou o recebimento da mensagem. Às 13h42, o RMS Baltic transmitiu relato do navio grego 'Athenia' 'que estava "passando por icebergs e grandes quantidades de campos de gelo". Estes dois também foram confirmados por Smith, que mostrou o relato à Joseph Bruce Ismay, o executivo da White Star Line a bordo do Titanic em sua viagem inaugural. Smith ordenou que uma nova rota fosse preparada, para levar o navio mais ao Sul.
Às 13h45, o navio alemão SS Amerika, que estava à pouca distância ao sul, relatou que tinha "passado por dois grandes icebergs". Esta mensagem nunca chegou ao Capitão Smith ou outros oficiais da ponte do Titanic. A razão é incerta, mas pode ter sido esquecida porque os operadores de rádio tiveram que reparar equipamentos defeituosos.
O SS Californian relatou "três grandes bergs" às 19h30 e às 21h40. O vapor Mesaba relatou: "Vimos banquisas muito pesadas e grande número de enormes icebergs. Também campo de gelo." Esta mensagem, também, nunca deixou a sala de rádio do Titanic. O operador de rádio, Jack Phillips, pode ter não conseguido compreender o seu significado porque estava preocupado com a transmissão de mensagens para os passageiros através da estação retransmissora em Cabo Race, Terra Nova; o equipamento de rádio tinha quebrado no dia anterior, resultando em um acúmulo de mensagens que os dois operadores estavam tentando limpar. Um aviso final foi recebido às 22h30 do operador Cyril Evans do Californian, que parou durante a noite em um campo de gelo a algumas milhas de distância, mas Phillips o cortou e sinalizou de volta: "Cale-se! Cale-se! Estou trabalhando Cabo Race".
Embora a tripulação tenha sido avisada de gelo nas vizinhanças, a velocidade do navio não foi reduzida, e continuou em 22 nós (41 km/h; 25 mph), apenas 2 nós (3,7 km/h; 2,3 mph) atrás de sua velocidade máxima de 24 nós (44 km/h; 28 mph). A alta velocidade do Titanic em águas onde gelo tinha sido relatado foi posteriormente criticado como imprudente, mas refletia a prática marítima padrão da época. De acordo com o Quinto Oficial Harold Lowe, o costume era "seguir em frente e depender dos vigias no ninho da gávea e olhos atentos na ponte para localizar o gelo a tempo de evitar atingi-lo".
Os navios de passageiros do Atlântico Norte priorizavam a manutenção do tempo acima de todas as outras considerações, restringindo-se rigidamente a um cronograma que garantiria sua chegada em um horário anunciado. Os navios eram frequentemente conduzidos perto de sua velocidade máxima, tratando as advertências de perigo como avisos em vez de chamadas para a ação. Era amplamente acreditado que o gelo representava pouco risco; os avisos de última hora não eram incomuns, e mesmo colisões diretas não eram desastrosas. Em 1907 o SS Kronprinz Wilhelm, navio de passageiros Alemão, bateu em um iceberg e sofreu um dano na proa, mas ainda conseguiu completar sua viagem. Naquele mesmo ano, o futuro capitão do Titanic, Edward Smith, declarou em uma entrevista que ele não podia "imaginar qualquer condição que faria afundar um navio. A construção naval moderna foi além disso".

### "Iceberg logo à frente!" (23h39)

#### Titanicentra na área de icebergs
Enquanto o Titanic se aproximava de sua colisão fatal, a maioria dos passageiros tinha ido para a cama e o comando da ponte tinha passado do Segundo Oficial Charles Lightoller para o Primeiro Oficial William Murdoch. Os vigias Frederick Fleet e Reginald Lee estavam ocupando o cesto da gávea, 29 metros acima do convés. A temperatura do ar tinha caído quase ao congelamento e o oceano estava completamente calmo. O Coronel Archibald Gracie, um dos sobreviventes do desastre, posteriormente escreveu que "o mar parecia vidro, tão suave que as estrelas estavam claramente refletidas". É agora sabido que águas extremamente calmas são um sinal de campo de gelo próximo.
Embora o ar estivesse claro, não havia lua, e com o mar tão calmo, não havia nada para assinalar a posição dos icebergs nas proximidades; se o mar estivesse mais agitado, ondas quebrando contra os icebergs os tornariam mais visíveis. Por causa de uma confusão em Southampton, os vigias não tinham binóculos; mas se afirma que binóculos não teriam sido eficazes na escuridão, que era total, exceto pela luz das estrelas e as próprias luzes do navio. Os vigias estavam, no entanto, bem cientes do risco de gelo, pois Lightoller havia ordenado a eles e a outros membros da tripulação para "manterem um olhar atento na procura por gelo, particularmente gelo pequeno e growlers".
Às 23h30, Fleet e Lee perceberam uma leve neblina no horizonte à frente, mas não fizeram nada a respeito. Alguns especialistas agora acreditam que essa neblina foi na verdade uma miragem causada pelo encontro das águas frias com o ar quente (semelhante a uma miragem de água no deserto) quando o Titanic entrou na área de icebergs. Isso teria resultado em um horizonte elevado, cegando os vigias e evitando que detectassem qualquer coisa ao longe.

#### Colisão
Nove minutos depois, às 23h39, Fleet detectou um iceberg no caminho do Titanic. Ele tocou o sino da vigia três vezes e telefonou para a ponte para informar o Sexto Oficial James Moody. Fleet perguntou "Há alguém aí?" Moody respondeu, "Sim, o que você vê?" Fleet retrucou: "Iceberg, logo à frente!". Após agradecer Fleet, Moody transmitiu a mensagem a Murdoch, que ordenou ao Quartel-mestre Robert Hichens para mudar o curso do navio. Acredita-se que Murdoch tenha dado a ordem "tudo à estibordo", o que resultaria no leme do navio mover-se todo a estibordo (o lado direito do navio) em uma tentativa de virar o navio para bombordo (lado esquerdo). Ele também colocou o navio em posição de reversão total dos motores ("Full Astern" em inglês) no telégrafo de comando do navio.
De acordo com o Quarto Oficial Joseph Boxhall, Murdoch disse ao Capitão Smith que estava tentando “executar uma virada forte para bombordo em torno [do iceberg]”, o que sugere que ele pretendia realizar uma manobra de “virada a bombordo” – primeiro, contornar o obstáculo com a proa e, em seguida, com a popa, para que ambas as extremidades do navio evitassem uma colisão. Havia um atraso antes de qualquer ordem entrar em vigor; o mecanismo de direção levava até 30 segundos para girar o leme do navio, e a complexa tarefa de colocar os motores em reverso teria levado algum tempo até ser completada. Como a turbina central não poderia ser colocada em reversão, ela e a hélice central, posicionados diretamente em frente ao leme do navio, foram simplesmente paralisados. Isso reduziu a eficácia do leme, prejudicando assim a capacidade de rotação do navio. Tivesse Murdoch simplesmente virado o navio enquanto mantivesse a velocidade à frente, o Titanic poderia ter errado o iceberg com alguns metros de reserva.
Em 2010, Louise Patten declarou que seu avô, Charles Lightoller, afirmou que o timoneiro Robert Hitchens inicialmente entrou em pânico e girou o leme para o lado errado e que posteriormente Bruce Ismay ordenou que o barco continuasse "Lento à Frente" ("Slow Ahead" em inglês) na crença de que o Titanic fosse inafundável. Isso, alegadamente, nunca foi revelado por causa das implicações quanto ao seguro.

Diagrama do curso do Titanic na hora da colisão com o iceberg.
(Azul: trajeto da proa. Vermelho: trajeto da popa)

No evento, a mudança do curso do Titanic foi em tempo de evitar uma colisão frontal, mas a mudança de direção fez com que o navio resvalasse no iceberg. Uma ponta de gelo subaquática raspou o lado de estibordo do navio por cerca de sete segundos; pedaços de gelo expelidos das partes superiores do iceberg caíram sobre os decks dianteiros. Pouco minutos depois, todos os motores do Titanic foram parados, deixando o navio voltado para o Norte na Corrente do Labrador.

#### Efeitos da colisão

O iceberg entortou as chapas, arrebentando rebites e danificando uma seqüência de compartimentos. Ao contrário da suposição generalizada, o iceberg não rasgou o casco

O impacto com o iceberg foi longo o bastante para abrir uma grande abertura no casco do Titanic, "não menos do que 91 metros de comprimento, 3 metros acima do nível da quilha", como um escritor mais tarde colocou. Na investigação britânica após o acidente, Edward Wilding (arquiteto naval chefe da Harland and Wolff), calculando com base na inundação observada dos compartimentos dianteiros, quarenta minutos após a colisão, declarou que a área do casco aberta ao mar era "de cerca de 12 pés quadrados (3,6 m²)". Ele também afirmou que "eu acredito que deve ter sido em lugares, não um rasgo contínuo", mas que as diferentes aberturas devem ter se estendido ao longo de uma área de cerca de 91 metros, para explicar a inundação em vários compartimentos. As conclusões do inquérito indicam que o dano se estendeu por cerca de 91 metros e, portanto, muitos escritores subsequentes seguiram esta declaração. Pesquisas recentes dos destroços com ultrassom descobriram que o dano consistiu em seis estreitas aberturas em uma área do casco cobrindo apenas cerca de 1,1 a 1,2 m² no total. De acordo com Paul K. Matthias, que fez as medições, o dano consistiu em uma "série de deformações no lado de estibordo que começam e param ao longo do casco, cerca de três metros acima do fundo do navio".
Os intervalos, o mais longo com 12 metros de comprimento, parecem ter seguido a linha das chapas do casco. Isso sugere que os rebites de ferro ao longo das costuras da placa pularam ou abriram-se para criar lacunas estreitas através das quais a água entrou. Um dos construtores do Titanic, a Harland and Wolff, sugeriu este cenário no inquérito britânico sobre o naufrágio que seguiu ao desastre mas esta visão foi desabonada. O descobridor do Titanic, Robert Ballard, comentou que a suposição de que o navio tinha sofrido uma grande fenda era "um subproduto da mística do "Titanic". Ninguém podia acreditar que o grande navio foi afundado por uma pequena tira". Falhas no casco do navio podem ter sido um fator que contribuiu com o naufrágio. Peças recuperadas das chapas do casco do Titanic parecem ter se quebrados no impacto com o iceberg sem se dobrar.
As chapas nos 60% centrais do casco eram mantidos juntos com fileiras triplas de rebites de aço macio, mas as chapas na proa e na popa foram presas com fileiras duplas de rebites de ferro forjado que eram – de acordo com os cientistas de materiais Tim Foecke e Jennifer McCarty – próximos aos limites de tensão mesmo antes da colisão. Estes rebites de ferro "Best" ou nº 3 tiveram um alto nível de inclusão de escória, tornando-os mais quebradiços do que os rebites de ferro padrão "Best-Best" 4, e mais propensos a encolher quando colocados sob tensão, particularmente em frio extremo. Mas Tom McCluskie, um arquivista aposentado da Harland & Wolff, apontou que o Olympic, navio irmão do Titanic, foi rebitado com o mesmo ferro e serviu sem incidentes por quase 25 anos, sobrevivendo a grandes colisões, inclusive se chocando com um cruzador britânico. Quando o Olympic se chocou e afundou o U-boot alemão SM U-103 com sua proa, a popa foi torcida e as chapas do casco à estibordo foram curvadas sem prejudicar a integridade do casco.
Acima da linha d'água havia pouca evidência de colisão. Os mordomos da sala de jantar de Primeira classe notaram um estremecimento, que eles achavam que poderia ter sido causado pelo navio perdendo uma lâmina da hélice. Muitos dos passageiros sentiram um impacto ou tremor – "como se tivéssemos passado por milhares de bolinhas de gude", um dos sobreviventes disse – mas não sabia o que tinha acontecido. Aqueles nos decks mais abaixo, próximos ao local da colisão, a sentiram muito mais diretamente. O lubrificador Walter Hurst lembra-se de ser "despertado por um rangido ao longo do lado de estibordo. Ninguém estava muito alarmado, mas sabia que tínhamos atingido algo". O foguista George Kemish ouviu uma "batida pesada e um som de rangido" do casco de estibordo.
O navio começou a inundar imediatamente, com água entrando no navio a uma taxa estimada de sete toneladas (7,1 toneladas) por segundo, quinze vezes mais rápido do que as bombas conseguiriam retirar. O Segundo Engenheiro J. H. Hesketh e o Foguista Chefe Frederick Barrett foram ambos atingidos por um jato de água gelada na sala de caldeiras nº 6 e escaparam pouco antes da porta estanque da sala se fechar. Esta foi uma situação extremamente perigosa para a equipe dos motores; as caldeiras ainda estavam cheias de vapor quente de alta pressão e havia um risco substancial de que elas explodissem se entrassem em contato com a água fria do mar inundando as salas das caldeiras. Foi ordenado aos carregadores e foguistas que reduzissem o fogo e ventilassem as caldeiras, enviando grandes quantidades de vapor para os tubos de ventilação da chaminé. Estavam com água congelante pela cintura quando terminaram seu trabalho.

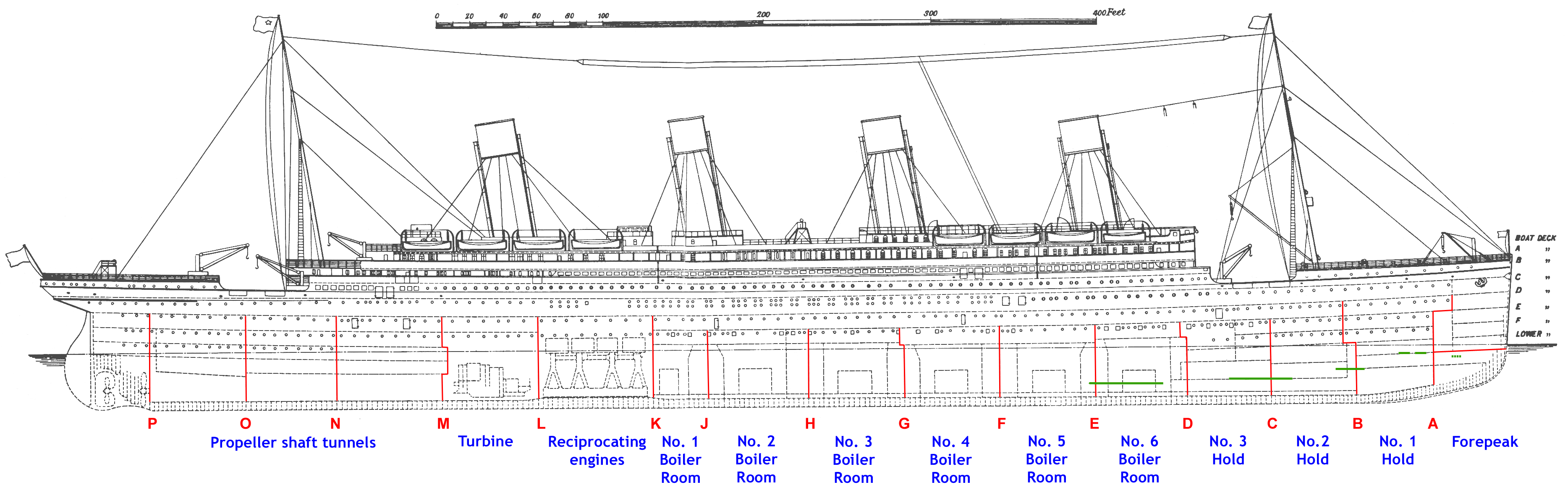
Diagrama comentado do RMS Titanic que mostra a disposição das anteparas. As áreas com danos são mostradas em verde. Os compartimentos na área de motores na parte inferior do navio são mostradas em azul. A menor escala de unidade é 3 metros e seu comprimento total é 120 metros

Os conveses mais baixos do Titanic foram divididos em dezesseis compartimentos. Cada compartimento estava separado do seguinte por uma antepara correndo por toda a largura do navio; havia quinze anteparas no total. Cada antepara se estendia pelo menos até a parte de baixo do deck E, nominalmente um deck, ou mais ou menos 11 pés (3,4 metros) acima da linha d'água. As duas mais próximas da proa e as seis mais próximas da popa estavam um convés mais alto.
Cada antepara poderia ser selada por portas estanques. As salas de máquinas e as salas de caldeiras no deck acima do tanque tinham portas de fechamento vertical que poderiam ser controladas remotamente pela ponte, baixada automaticamente por uma boia se houvesse água ou fechada manualmente pela tripulação. Estas levariam mais ou menos 30 segundos para fechar; soavam avisos sonoros e rotas alternativas de fuga eram providenciadas para que a tripulação não ficasse encurralada pelas portas. Acima do nível do tanque, no Deck Orlop, Deck F e Deck E, as portas fechavam horizontalmente e eram operadas manualmente. Elas poderiam ser fechadas na própria porta ou no deck acima.
Embora as anteparas estanques estivessem bem acima da linha de água, elas não estavam seladas no topo. Se muitos compartimentos estivessem inundados, a proa do navio iria se aprofundar na água, e a água passaria de um compartimento para o outro em sequência, mais ou menos como a água sendo derramada em uma bandeja de cubos de gelo. Foi isto que aconteceu com o Titanic, que sofreu danos no pique-tanque, três compartimentos estanques e na sala de caldeiras número 6, um total de cinco compartimentos. O Titanic foi desenhado para flutuar com dois compartimentos inundados, mas permaneceria flutuando com certas combinações de três ou até mesmo quatro compartimentos (os quatro primeiros) abertos ao oceano. Com cinco compartimentos, a parte superior das anteparas seria submersa e o navio continuaria a inundar.

Animação mostrando a sequência de eventos do naufrágio do Titanic

Capitão Smith sentiu a colisão em sua cabine e imediatamente chegou à ponte. Informado da situação, ele convocou Thomas Andrews, construtor do Titanic, que estava entre um grupo de engenheiros da Harland and Wolff observando a primeira viagem como passageiros do navio. O navio estava inclinado cinco graus para estibordo e dois graus para baixo pela proa poucos minutos depois da colisão. Smith e Andrews foram para baixo e descobriram que o depósito de carga dianteiro, a sala de correio e o campo de squash estavam inundados, enquanto a sala de caldeiras nº 6 já estava cheia com uma profundidade de 4,30 metros. A água estava inundando a sala de caldeiras nº 5, e tripulantes estavam lutando usando as bombas d'água.
Com 45 minutos depois da colisão, ao menos 13 700 toneladas de água invadiram o navio. Isso era demais para as bombas de lastro e as bombas de esgoto do Titanic; a capacidade total de bombeamento de todas as bombas combinadas era de apenas 1 700 toneladas por hora. Andrews informou o Capitão que os primeiros cinco compartimentos estavam inundados, e portanto o Titanic estava condenado. Pela sua estimativa, ele poderia permanecer flutuando não mais do que mais ou menos duas horas.
Da hora da colisão até o momento do naufrágio, ao menos 36 mil toneladas de água inundaram o Titanic, causando no navio um deslocamento próximo ao dobro, indo de 49,1 mil toneladas para mais de 84 mil toneladas. A inundação não avançou a um ritmo constante, nem foi distribuída uniformemente por todo o navio, devido à configuração dos compartimentos inundados. Sua inclinação inicial de estibordo foi causada por inundações assimétricas à estibordo enquanto água entrava por um corredor no fundo do navio. Quando o corredor foi totalmente inundado, a inclinação se corrigiu, mas o navio começou a se inclinar à bombordo em até dez graus, já que esse lado também inundou assimetricamente.
O ângulo de inclinação do Titanic se alterou rapidamente de zero grau para cerca de quatro graus e meio durante a primeira hora após a colisão, mas a taxa em que o navio se inclinava para baixo diminuiu bastante durante a segunda hora, se agravando apenas cerca de cinco graus. Isto deu à muitos a bordo a falsa esperança de que o navio poderia ficar flutuando o tempo necessário até que eles fossem resgatados. Por volta de 1h30 da manhã, a taxa de afundamento da seção dianteira aumentou até o Titanic atingir um ângulo descendente de cerca de dez graus.

## 15 de abril de 1912

### Preparando para abandonar o navio (00h05–00h45)

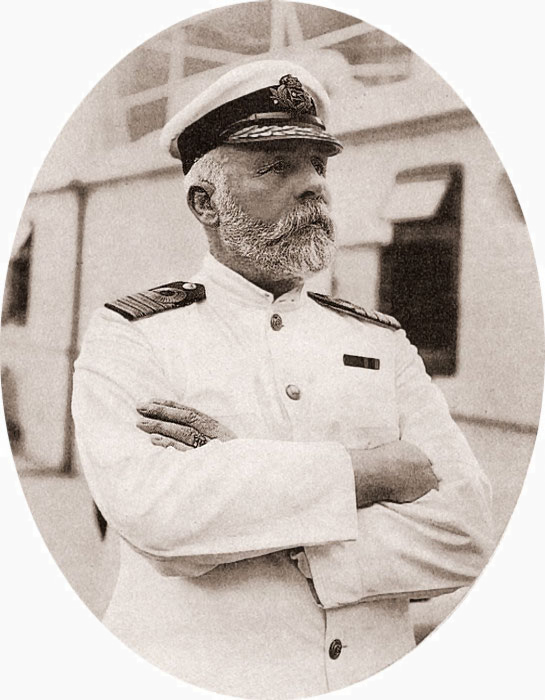
Edward Smith, capitão do Titanic, em 1911

Às 00h05 de 15 de abril, o Capitão Smith ordenou que os botes salva vidas fossem descobertos e os passageiros reunidos e se preparassem. Também ordenou aos operadores de rádio que começassem a enviar pedidos de socorro, que colocaram o navio no lado oeste do cinturão de gelo e direcionaram os barcos que vieram em socorro para uma posição que resultou ser imprecisa em cerca de 13,5 milhas náuticas (15,5 mi / 25 km). Abaixo dos decks, a água estava entrando nos níveis mais baixos do navio. À medida que a sala de correio inundava, os classificadores do correio fizeram uma última e inútil tentativa de salvar os 400 mil itens carregados a bordo do Titanic. Em outros lugares, conseguia se ouvir o ar sendo forçado para fora pela água que entrava. Acima deles, os camareiros foram de porta em porta, despertando passageiros e tripulação – o Titanic não tinha um sistema de aviso por alto-falantes – e pedindo que se dirigissem ao Convés dos Botes.
A minuciosidade do serviço era fortemente dependente segundo a classe dos passageiros; os comissários de Primeira Classe estavam a cargo de apenas algumas cabines, enquanto os responsáveis pelos passageiros de segunda e terceira classes tiveram que gerenciar um grande número de pessoas. Os camareiros da primeira classe forneceram assistência prática, ajudando as pessoas a se vestir e trazê-las para o convés. Com muito mais pessoas para lidar, os camareiros de segunda e terceira classes limitaram seus esforços em deixar as portas abertas e dizer aos passageiros que colocassem os coletes salva-vidas e subissem ao deck. Na terceira classe, os passageiros foram largamente deixados à própria sorte depois de serem informados sobre a necessidade de ir para o convés. Muitos dos passageiros e tripulação estavam relutantes em cumprir as ordens, quer recusando-se a acreditar que havia um problema ou preferindo o calor do interior do navio ao ar noturno extremamente frio. Não foi dito aos passageiros que o navio estava afundando, embora alguns percebessem que ele estava adernando.
Por volta das 00h15, os camareiros começaram a pedir aos passageiros que colocassem os coletes salva vidas, embora, novamente, muitos passageiros tomaram a ordem como sendo uma piada. Alguns começaram a jogar futebol improvisado com os pedaços de gelo que agora estavam espalhados pelo deck dianteiro.
No convés dos botes, quando a equipe começou a preparar os botes salva-vidas, era difícil ouvir qualquer coisa com o barulho do vapor de alta pressão sendo ventilado das caldeiras e escapando pelas válvulas das chaminés logo acima. Lawrence Beesley descreveu o som como sendo "um som desagradável e ensurdecedor que dificultava a conversa; se alguém conseguir imaginar umas 20 locomotivas soltando vapor, teria alguma ideia do som desagradável que encontramos quando subimos ao deck superior". O barulho era tão alto que a tripulação teve que usar sinais com as mãos para se comunicar.
O Titanic tinha um total de 20 botes salva-vidas, composto por 16 botes de madeira nos turcos, oito em cada lado do navio, e quatro desmontáveis com fundos de madeira e laterais de lona. Os desmontáveis estavam guardados de cabeça para baixo com os lados dobrados, e teriam que ser erguidos e movidos pelos turcos para o lançamento. Dois foram guardados sob os barcos de madeira e os outros dois foram amarrados no topo dos quartos dos oficiais. A posição destes últimos os tornaria extremamente difíceis de lançar, pois pesavam várias toneladas cada um e tinham que ser manipulados até o convés do navio. Em média, os botes salva-vidas podiam levar até 68 pessoas cada, e coletivamente podiam acomodar 1 178 – quase metade do número de pessoas a bordo e um terço do número que o navio estava licenciado para transportar. A falta de botes salva-vidas não foi por falta de espaço nem por causa do custo. O Titanic foi projetado para acomodar até 68 botes salva-vidas – suficiente para todos a bordo – e o preço para 32 botes extras custariam por volta de apenas 16 mil dólares (equivalente à cerca de 397 mil dólares em 2016), uma pequena fração dos 7,5 milhões de dólares que a empresa gastou no Titanic. Em uma emergência, os botes salva-vidas seriam destinados para transferir passageiros do navio afligido para um navio próximo. Portanto, era comum que os navios de passageiros tivessem muito menos botes salva-vidas do que os necessários para acomodar todos os seus passageiros e tripulantes, e dos 39 navios de passageiros britânicos da época com mais de 10 mil toneladas, 33 tinham poucos lugares nos botes salva-vidas para acomodar todos a bordo. A White Star Line desejava que o navio tivesse um amplo deck de passeio com vistas ininterruptas do mar, o que teria sido obstruído por uma fileira contínua de botes salva-vidas.
Capitão Smith era um experiente marinheiro que serviu durante 40 anos no mar, incluindo 27 anos de comando. Esta foi a primeira crise real de sua carreira, e ele certamente teria sabido que mesmo que todos os botes fossem totalmente ocupados, mais de mil pessoas permaneceriam no navio enquanto o navio afundasse com pouca ou nenhuma chance de sobreviver. Quando Smith começou a entender a gravidade do que estava prestes a acontecer, parece que ficou paralisado pela indecisão. Ele havia ordenado que os passageiros e a tripulação fossem reunidos, mas, a partir desse momento, falhou em ordenar que seus oficiais colocassem os passageiros nas embarcações salva-vidas; ele não organizou adequadamente a tripulação; não conseguiu transmitir informações cruciais aos seus oficiais e tripulantes; algumas vezes deu ordens ambíguas ou impraticáveis e nunca deu a ordem para abandonar o navio. Até mesmo alguns de seus oficiais de ponte não ficaram cientes por algum tempo após a colisão de que o navio estava afundando; O Quarto Oficial Joseph Boxhall não sabia até por volta de 01h15, apenas uma hora antes do navio afundar, enquanto o quartel-mestre George Rowe estava tão ignorante da emergência que, depois da evacuação ter começado, ele telefonou para a ponte da sua estação de observação para perguntar por que ele acabara de ver um bote salva-vidas passando. Smith não informou seus oficiais que o navio não tinha botes salva-vidas suficientes para salvar todos. Não supervisionou o carregamento dos botes salva-vidas e, aparentemente, não fez nenhum esforço para descobrir se suas ordens estavam sendo seguidas.
A tripulação também não estava preparada para a emergência, já que o treinamento com botes salva-vidas tinha sido mínimo. Apenas um treinamento com botes tinha sido feito enquanto o navio estava ancorado em Southampton. Foi um esforço superficial, consistindo em dois barcos sendo abaixados, cada um tripulado por um oficial e quatro homens que simplesmente remaram pela doca por alguns minutos antes de retornar ao navio. Os botes deveriam ser abastecidos com suprimentos de emergência, mas os passageiros do Titanic posteriormente descobriram que eles só foram parcialmente provisionados apesar dos esforços do padeiro chefe do navio, Charles Joughin e sua equipe. Não houve treinamento a respeito dos botes ou incêndios depois que o Titanic saiu de Southampton. Um treinamento com botes tinha sido agendado para a manhã de domingo, mas foi cancelado pelo Capitão Smith por razões desconhecidas.
Listas foram postadas no navio, atribuindo membros da tripulação a estações específicas dos botes salva-vidas, mas poucos pareciam ter lido ou saber o que deveriam fazer. A maioria da tripulação não eram marinheiros, e mesmo alguns deles não tinham experiência anterior de remar. Agora encaravam a tarefa complexa de coordenar a descida de 20 botes carregando um possível total de 1 100 pessoas, 21 metros abaixo pelas laterais do navio. Thomas E. Bonsall, historiador do desastre, comentou que a evacuação foi tão mal organizada que "mesmo se eles tivessem o número de botes salva-vidas que precisavam, é impossível ver como poderiam lançá-los", dada a falta de tempo e fraca liderança.
Por volta de 00h20, 40 minutos após a colisão, o carregamento dos botes salva-vidas estava em andamento. O Segundo Oficial Lightoller recordou posteriormente que ele notou Smith de pé perto da ponte, olhando para o oceano como que em um transe. De acordo com Lightoller, "Gritei com toda força: 'Não é melhor colocar as mulheres e as crianças dentro dos botes, senhor?' Ele me ouviu e acenou com a resposta". Smith então ordenou para Lightoller e Murdoch para "colocar as mulheres e as crianças dentro e abaixar". Lightoller tomou conta dos botes no lado estibordo e Murdoch se encarregou dos botes à estibordo. Os dois oficiais interpretaram a ordem de evacuação de "mulheres e crianças" de maneiras diferentes; Murdoch interpretou a ordem como sendo mulheres e crianças primeiro, enquanto Lightoller entendeu como sendo apenas mulheres e crianças. Lightoller baixava botes com assentos vazios se não houvesse mais mulheres e crianças aguardando o embarque, enquanto Murdoch permitiu um número limitado de homens embarcar se todas as mulheres e crianças próximas tivessem embarcado. Nenhum oficial sabia quantas pessoas poderiam ser embarcadas de maneira segura nos botes enquanto estes eram baixados e ambos erraram na cautela não os carregando completamente. Eles poderiam ter carregado de maneira totalmente segura com um total de 68 pessoas, especialmente com as condições altamente favoráveis de tempo e mar. Tivesse isso sido feito, mais 500 pessoas poderiam ter sido salvas; em vez disso, centenas de pessoas, predominantemente homens, foram deixadas a bordo quando os botes salva-vidas foram lançados com vários lugares vazios.
Poucos passageiros, a princípio, estavam animados em embarcar nos botes e os oficiais no comando da evacuação tiveram dificuldades em os convencer. O milionário John Jacob Astor declarou: "Estamos mais seguros aqui do que naquele pequeno bote". Alguns passageiros se recusaram terminantemente em embarcar. Joseph Bruce Ismay, percebendo a urgência da situação, percorreu o convés de botes à estibordo incitando passageiros e tripulantes para embarcar nos barcos. Algumas mulheres, casais e homens solteiros foram persuadidos a embarcar no bote salva-vidas de estibordo nº 7, que se tornou o primeiro barco salva-vidas a ser abaixado.

### Partida dos botes salva-vidas (00h45–02h05)

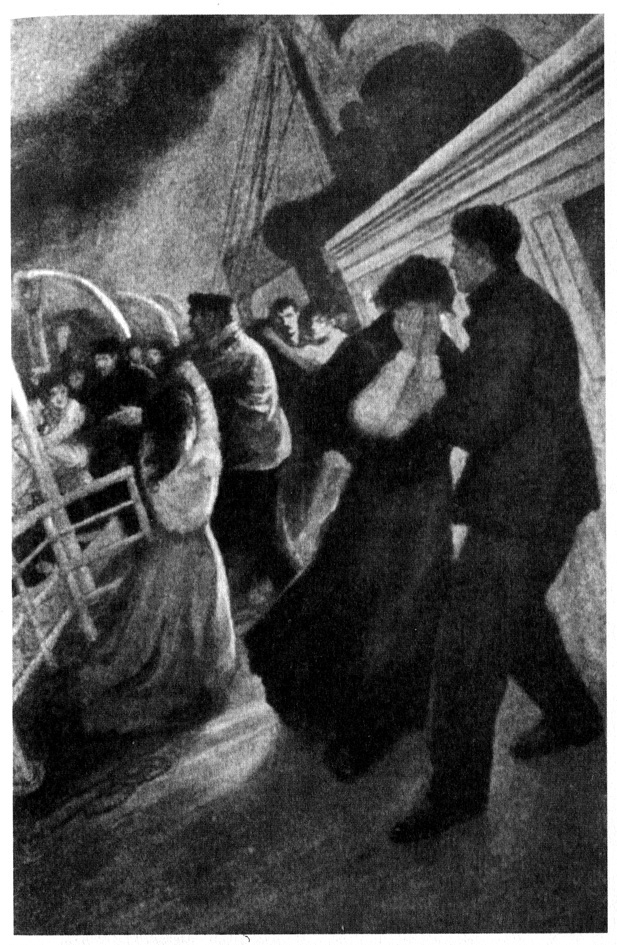
"The Sad Parting", ilustração de 1912

Às 00h45, o bote nº 7 partiu com 28 passageiros a bordo, apesar de ter capacidade para 65. O bote nº 6, à bombordo, foi o próximo a ser baixado às 00h55. Também com 28 pessoas a bordo, entre elas a "inafundável" Margaret "Molly" Brown. Lightoller percebeu que havia somente um marinheiro a bordo (Quartel-mestre Robert Hichens) e chamou por voluntários. O Major Arthur Godfrey Peuchen do Royal Canadian Yacht Club foi à frente e desceu por uma corda até o bote salva-vidas; ele foi o único passageiro masculino que Lightoller permitiu embarcar no lado bombordo durante a evacuação. O papel de Peuchen destacou um problema-chave durante a evacuação: quase não havia marinheiros para assumir os barcos. Alguns foram enviados para baixo para abrir portas de passarela permitindo que mais passageiros fossem evacuados, mas nunca retornaram. Eles presumivelmente ficaram presos e morreram afogados pela água subindo nos decks inferiores.
Enquanto isso, outros tripulantes lutavam para manter os serviços vitais enquanto a água continuava a subir pelos decks inferiores. Os mecânicos e foguistas trabalhavam para ventilar o vapor das caldeiras evitando que explodissem em contato com a água fria. Eles reabriram as portas estanques para colocar bombas portáteis extras nos compartimentos dianteiros em uma tentativa inútil de reduzir a grande quantidade de água, e manter os geradores elétricos funcionando e manter as luzes e a energia por todo o navio. O camareiro F. Dent Ray evitou por pouco ser varrido quando uma parede de madeira entre seus aposentos e as acomodações de terceira classe no convés de E desmoronou, deixando-o com água pela cintura. Dois mecânicos, Herbert Harvey e Jonathan Shepherd (que tinha acabado de quebrar sua perna esquerda depois de cair em um buraco minutos antes), morreram na sala de caldeiras nº 5 quando, por volta de 00:45, a porta da carvoaria que a separava do sala de caldeiras nº 6 já inundada desabou e foram varridos por "uma onda de espuma verde" de acordo com o foguista chefe Frederick Barrett, que escapou por pouco da sala de caldeiras.
Na sala de caldeiras nº 4, por volta de 01h20, a água começou a inundar por debaixo, possivelmente indicando que o fundo do navio também tenha sido furado pelo iceberg. O fluxo de água logo sobrecarregou as bombas e forçou os foguistas e estivadores a evacuar as salas de caldeiras dianteiras. Logo depois, o Engenheiro Chefe William Bell, seus colegas e alguns foguistas e engraxadores voluntários ficaram para trás nas salas de caldeiras já inundadas nºs 1, 2 e 3, na turbina e na sala dos pistões. Eles continuaram a trabalhar nas caldeiras e nos geradores elétricos para manter as luzes do navio e bombas operacionais e fornecer energia para o rádio, assim os pedidos de socorro poderiam continuar a ser enviados. Eles permaneceram em seus postos até o fim, garantindo assim que a eletricidade do Titanic funcionasse até os minutos finais antes do navio afundar. Nenhum dos 35 mecânicos e eletricistas do navio sobreviveu. Também nenhum dos cinco funcionários dos correios, que foram vistos pela última vez lutando para salvar os sacos de correio que haviam sido resgatados da sala de correio inundada. Eles foram pegos pela subida da água em algum lugar no deck D.
Muitos dos passageiros de terceira classe também foram confrontados com a visão de água entrando em seus aposentos nos conveses E, F e G. Carl Jansson, um dos poucos sobreviventes de terceira classe, mais tarde se lembrou:

Então eu corri até a minha cabine para pegar minhas outras roupas, relógio e mala, mas só tive tempo de pegar o relógio e o casaco quando a água com enorme força entrou na cabine e eu tive que subir apressadamente para o deck superior novamente onde encontrei meus amigos de pé com coletes salva-vidas e com terror pintado em seus rostos. O que devo fazer agora, sem coletes salva-vidas, sem sapatos e sem boné?

Os botes salva-vidas foram abaixados a cada poucos minutos de cada lado, mas a maioria dos botes muito pouco carregados. O nº 5 partiu com 41 a bordo, o nº 3 com 32 a bordo, o nº 8 partiu com 39 e o nº 1 partiu com apenas 12, apesar da capacidade para 40 pessoas. A evacuação não ocorreu bem e os passageiros sofreram acidentes e lesões à medida que ela avançava. Uma mulher caiu entre o bote nº 10 e a lateral do navio, mas alguém a apanhou pelo tornozelo e a puxou de volta para o convés, onde fez uma segunda tentativa bem-sucedida de embarque. A passageira Annie Stengel, da primeira classe, quebrou várias costelas quando um médico germano-americano com excesso de peso e seu irmão pularam no bote nº 5, esmagando-a e a deixando inconsciente. A descida dos botes salva-vidas também foi arriscada. O nº 6 foi quase inundado durante a descida pela água que saía por um tubo de descarga na lateral do navio, mas conseguiram manobrá-lo para longe do navio. O bote nº 3 chegou perto do desastre quando um dos turcos emperrou, ameaçando lançar os passageiros para fora do bote salva-vidas e para o mar.
Por volta de 01h20, a seriedade da situação era agora evidente para os passageiros nos decks, que começaram a dizer adeus, com os maridos escoltando suas esposas e filhos para os botes salva-vidas. Sinalizadores eram disparados a cada intervalo de tempo para atrair a atenção dos navios na vizinhança e os operadores de rádio repetidamente enviavam o pedido de socorro CQD. O operador de rádio Harold Bride sugeriu a seu colega Jack Phillips que ele poderia usar o novo sinal SOS, pois "pode ser sua última chance de enviá-lo". Os dois operadores de rádio contataram outros navios para pedir assistência. Vários responderam, dos quais o RMS Carpathia era o mais próximo, distante a 58 milhas (93 km). Ele um navio muito mais lento que o Titanic e, mesmo avançando em sua velocidade máxima de 17 nós (20 mph; 31 km/h), levaria quatro horas para alcançar o navio que afundava. Outro que respondeu foi o SS Mount Temple, que estabeleceu um curso e se dirigiu para a posição do Titanic, mas foi interrompido em rota pelo campo de gelo.
Muito mais perto estava o SS Californian, que havia alertado o Titanic sobre o gelo algumas horas antes. Apreensivo em seu navio sendo pego em um grande campo de gelo à deriva, o capitão do Californian, Stanley Lord, decidiu por volta de 22h00, parar o navio durante a noite e esperar a luz do dia para encontrar um caminho através do campo de gelo. Às 23h30, 10 minutos antes do Titanic atingir o iceberg, o único operador de rádio do Californian, Cyril Evans, desligou seu equipamento e foi para cama. Na ponte, seu Terceiro Oficial, Charles Groves, viu uma grande embarcação à estibordo por volta de 10 a 12 milhas (16 a 19 km) de distância. Virou rapidamente à bombordo e parou. Se o operador de rádio do Californian tivesse ficado em seu posto por mais quinze minutos, centenas de vidas seriam salvas. Pouco mais de uma hora depois, o Segundo Oficial Herbert Stone viu cinco foguetes brancos explodindo sob o navio parado. Inseguro sobre o que os foguetes significavam, ele chamou o Capitão Lord, que estava descansando na sala de navegação e relatou o avistamento. Lord não agiu ao relato, mas Stone ficou perturbado: "Um navio não vai disparar foguetes no mar por nada", disse ele a um colega.

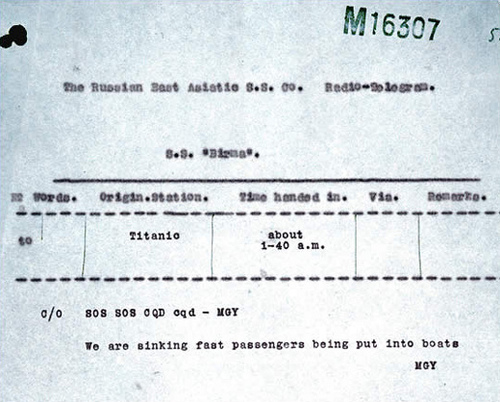
Pedido de socorro enviado por volta de 01:40 pelo operador de rádio do Titanic, Jack Phillips, ao navio russo SS Birma. Esta foi uma das últimas mensagens inteligíveis do Titanic

Agora, ficou claro para aqueles no Titanic que o navio iria realmente afundar e não havia assentos nos botes suficientes para todos. Alguns ainda se agarraram à esperança de que o pior não aconteceria: Lucien Smith disse a sua esposa Eloise: "É apenas um procedimento de ter mulheres e crianças primeiro. O navio está completamente equipado e todos sobre ele serão salvos". O marido de Charlotte Colyer, Harvey, chamou a sua esposa quando ela foi colocada em um barco salva-vidas: "Vá, Lottie! Pelo amor de Deus, seja corajosa e vá! Eu me sentarei em outro bote!"
Outros casais se recusaram a ser separados. Ida Straus, esposa do co-proprietário da loja de departamento Macy's e ex-congressista Isidor Straus, disse a seu marido: "Vivemos juntos por muitos anos. Onde você for eu vou". Sentaram-se em um par de cadeiras e esperaram o fim. O industrial Benjamin Guggenheim trocou seu colete salva-vidas e suéter por um chapéu alto e traje de gala e declarou seu desejo de afundar com o navio como um cavalheiro.
Neste ponto, a grande maioria dos passageiros que embarcavam nos barcos salva-vidas eram de primeira e segunda classe. Poucos passageiros de terceira classe (steerage) conseguiram chegar ao convés, e a maioria ainda estava perdida no labirinto de corredores ou preso atrás de barreiras e partições que segregavam o alojamento destes passageiros em direção às áreas de primeira e segunda classe. Esta segregação não era apenas por razões sociais, mas era uma exigência das leis de imigração dos Estados Unidos, que obrigava os passageiros de terceira classe a serem segregados para controlar a imigração e prevenir a propagação de doenças infecciosas. Passageiros de primeira e segunda classe em navios transatlânticos desembarcavam nos cais principais da ilha de Manhattan, mas passageiros de classes mais baixas tinham que passar por controles sanitários e processos na Ilha Ellis. Ao menos em alguns lugares, a tripulação do Titanic parece ter impedido ativamente a fuga dos passageiros dos decks inferiores. Algumas das barreiras estavam trancadas e protegidas por membros da tripulação, aparentemente para evitar que os passageiros corressem em direção aos botes salva-vidas. A sobrevivente irlandesa Margaret Murphy escreveu em maio de 1912:

Antes de todos os passageiros dos decks inferiores terem uma chance de salvar suas vidas, os marinheiros do Titanic fecharam as portas e os corredores que levavam para cima a partir da seção de terceira classe ... Uma multidão estava tentando chegar até um convés mais alto e lutava contra os marinheiros; todos batendo, brigando e falando palavrões. Mulheres e algumas crianças estavam lá rezando e chorando. Então, os marinheiros abaixaram as escotilhas que levavam à seção de terceira classe. Eles disseram que queriam manter o ar baixo, então o navio poderia ficar de pé por mais tempo. Isso significava que toda a esperança havia desaparecido para aqueles que ainda estavam lá.

Uma longa e sinuosa rota tinha que ser tomada para alcançar a parte superior; as acomodações dos decks inferiores, localizada nos decks C a G, estavam nos extremos dos decks e, portanto, eram o mais distante dos barcos salva-vidas. Em contrapartida, as acomodações de primeira classe estavam localizadas nos decks superiores e, portanto, mais próximas. A proximidade dos botes salva-vidas tornou-se assim um fator chave para determinar quem entrou neles. Para aumentar a dificuldade, muitos dos passageiros dos decks inferiores não entendiam ou falavam inglês. Talvez não tenha sido coincidência que os imigrantes irlandeses falantes da língua inglesa estivessem, de forma desproporcional, entre os passageiros de terceira classe que sobreviveram. Muitos dos que sobreviveram deveram suas vidas ao camareiro de terceira classe, John Edward Hart, que organizou três viagens ao interior do navio escoltando grupos de passageiros de terceira classe até o convés dos botes. Outros acharam o caminho abrindo barreiras ou escalando escadas de emergência.
Alguns, talvez oprimidos por tudo isso, não tentaram fugir e permaneceram em suas cabines ou reunidos em oração na sala de jantar da terceira classe. O foguista líder Charles Hendrickson viu multidões de passageiros de terceira classe dos conveses inferiores com seus baús e posses, como se estivessem esperando por alguém que os direcionasse. O psicólogo Wynn Craig Wade atribui isso a "passividade estoica" produzida por gerações que apenas faziam o que seus superiores sociais diziam. August Wennerström, um dos passageiros dos conveses inferiores que sobreviveu, comentou que muitos de seus companheiros não haviam feito nenhum esforço para se salvar. Ele escreveu:

Centenas estavam em um círculo [no salão de jantar da terceira classe] com um pregador no meio deles, orando, chorando, pedindo a Deus e a Maria para ajudá-los. Eles se deitaram e gritaram, sem levantar a mão para ajudar a si mesmos. Eles perderam sua própria força de vontade e esperavam que Deus fizesse todo o trabalho por eles.

#### Lançamentos dos últimos botes salva-vidas (01h30–02h05)

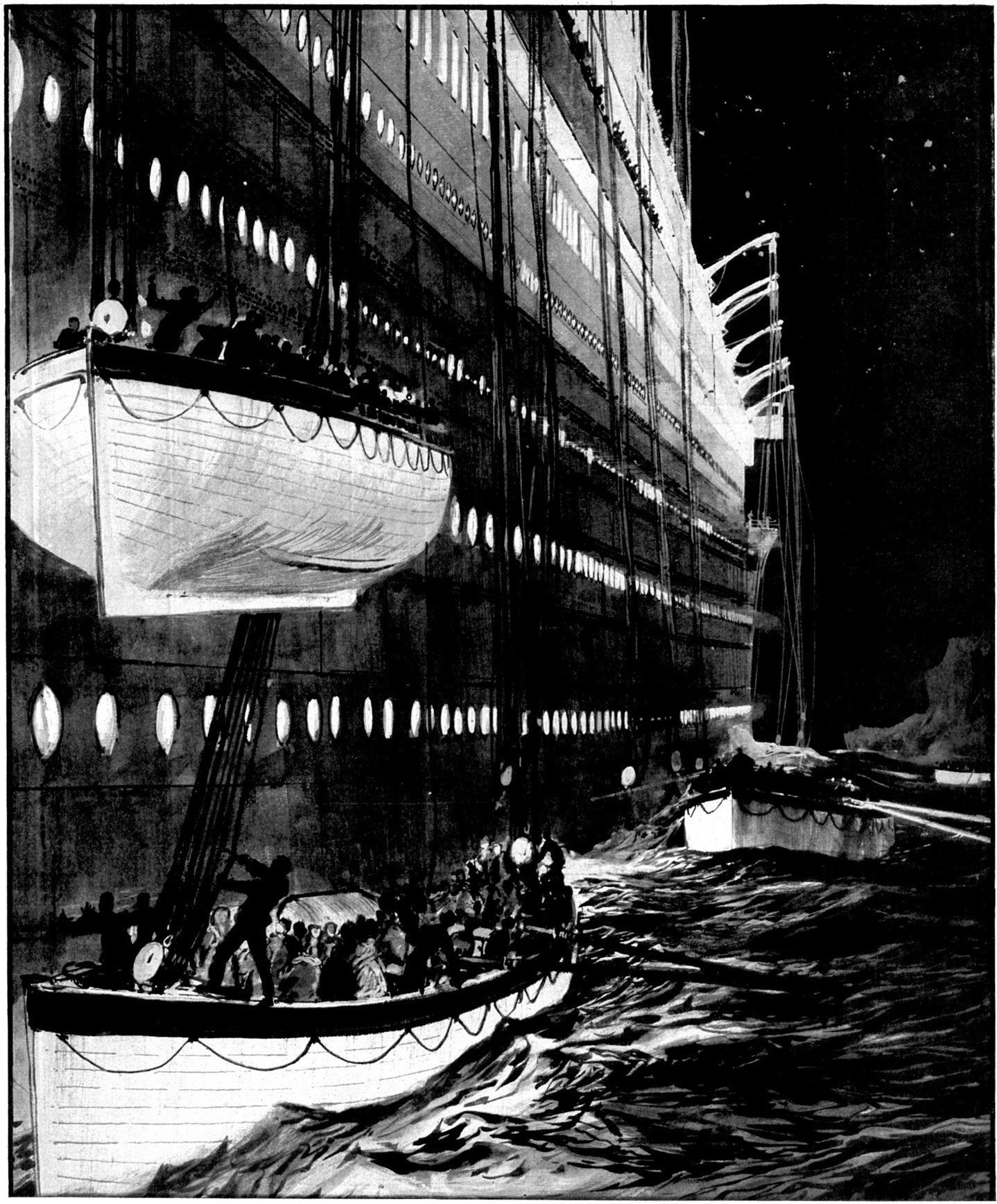
O bote salva-vidas nº 15 quase foi baixado sobre o bote nº 13 (retratado por Charles Dixon)

Às 01h30, o ângulo descendente do Titanic na água estava crescendo e o navio estava agora adernando levemente para bombordo, mas não mais do que 5 graus. A situação de piora se refletiu no tom das mensagens enviadas do navio: "Estamos colocando as mulheres nos barcos" às 01h25, "A sala do motor está inundada" às 01h35 e às 01h45, "Sala de máquinas cheia até as caldeiras". Este foi o último pedido inteligível do Titanic, enviado quando o sistema elétrico do navio começou a falhar; as mensagens subsequentes estavam confusas e quebradas. No entanto, os dois operadores de rádio continuaram a enviar mensagens de socorro até o final.
Os botes restantes foram embarcados muito mais perto da capacidade e com uma pressa crescente. O nº 11 estava carregado com cinco pessoas a mais do que a capacidade calculada. Enquanto era baixado, ficou perto de inundar pela água que estava sendo bombeada para fora do navio. O nº 13 evitou o mesmo problema, mas aqueles a bordo não conseguiram liberar as cordas de onde o barco tinha sido abaixado. Derivou à popa, diretamente sob o nº 15 enquanto estava sendo baixado. As cordas foram cortadas em tempo e ambos conseguiram se afastar com segurança.
Os primeiros sinais de pânico foram vistos quando um grupo de passageiros tentou invadir o bote de bombordo, nº 14, enquanto este era baixado com 40 pessoas a bordo. O Quinto Oficial Lowe, que estava no comando do bote, disparou três tiros de advertência para o ar para controlar a situação sem causar feridos. O nº 16 foi baixado cinco minutos depois. Entre os que estavam a bordo encontrava-se a camareira Violet Jessop, que já tinha sobrevivido ao naufrágio do RMS Olympic em 1911 e que repetiria a experiência quatros anos depois quando sobreviveu ao naufrágio de um dos navios irmãos do Titanic, o HMHS Britannic, em 1916 durante a Primeira Guerra Mundial. O bote desmontável C foi lançado às 01h40 de uma, agora, área deserta do convés, pois a maioria daqueles no convés tinham sido deslocados para a popa do navio. Foi a bordo deste bote que o presidente e diretor administrativo da White Star Joseph Bruce Ismay, o mais controverso sobrevivente do Titanic, fez sua escapada do navio, um ato posteriormente condenado como covardia.
Às 01h45, o bote salva-vidas nº 2 foi baixado. Enquanto ainda estava no nível do convés, Lightoller encontrou o barco ocupado por vários homens que, escreveu mais tarde, "não eram britânicos, nem da raça de língua inglesa... [mas de] a ampla categoria conhecida pelos marinheiros como 'dagoes'" Depois de retirá-los do bote, ameaçando-os com um revólver, ele não conseguiu encontrar mulheres e crianças suficientes para encher o bote e este foi baixado com apenas 25 pessoas a bordo, apesar da capacidade de 40. John Jacob Astor viu sua esposa entrar em segurança no bote nº 4 às 01h55, mas Lightoller não deixou que embarcasse, embora 20 dos 60 assentos estivessem desocupados.
O último bote foi lançado como desmontável D, que partiu às 02h05 com 25 pessoas a bordo; outros dois homens pularam no bote enquanto este estava sendo baixado. O mar tinha alcançado o convés dos botes e a proa já estava profunda debaixo d'água. A passageira de primeira classe Edith Evans desistiu de seu lugar no bote e acabou morrendo no naufrágio. Ela foi uma de apenas quatro mulheres da primeira classe que pereceram no naufrágio. O Capitão Smith realizou uma volta final no convés, informando os operadores de rádio e outros membros da equipe: "Agora é cada um por si".
À medida que os passageiros e a tripulação se dirigiam para a popa, onde o padre Thomas Byles ouvia confissões e concedia perdão, a banda musical do Titanic tocava do lado de fora do ginásio. O Titanic tinha duas bandas diferentes de músicos. Uma era um quinteto liderado por Wallace Hartley, que tocava após o jantar e nos serviços religiosos, enquanto a outra era um trio que tocava na área da recepção do lado de fora do café e restaurante. As duas bandas tinham repertórios separados, arranjos diferentes e não tinham tocado juntos antes do naufrágio. Por volta de 30 minutos após a colisão com o iceberg, as duas bandas foram chamadas pelo Capitão Smith que pediu que eles tocassem no lounge da primeira classe. Os passageiros presentes lembram-se deles tocando músicas animadas, como Alexander's Ragtime Band. Não se sabe se os dois pianistas estavam com a banda neste momento. O tempo exato é desconhecido, mas os músicos posteriormente se deslocaram para o nível do convés dos botes onde eles tocaram antes de se deslocar para o próprio convés.
Parte do contínuo folclore sobre o naufrágio do Titanic é que os músicos tocaram o hino Nearer, My God, to Thee enquanto o navio afundava, mas isto parece ser duvidoso. A afirmação surgiu entre os primeiros relatos do naufrágio, e o hino tornou-se tão intimamente ligado ao desastre do Titanic que seus compassos de abertura foram esculpidos no monumento do líder da banda do Titanic, Wallace Hartley, um dos que pereceram. Violet Jessop disse em 1934 em relato sobre o desastre que ouviu o hino ser tocado. Em contraste, Archibald Gracie enfaticamente negou isso por conta própria, em relato escrito logo após o naufrágio, e o operador de rádio, Harold Bride, disse que tinha ouvido a banda tocar ragtime, depois "Autumn", pelo qual ele pode ter pensado ser a valsa popular de Archibald Joyce "Songe d'Automne" (Sonho de Outono). George Orrell, o líder da banda do navio de resgate, Carpathia, que falou com os sobreviventes, relatou: "Se espera que a banda do navio toque músicas para acalmar os passageiros em qualquer emergência. Após o Titanic ter atingido o iceberg a banda começou a tocar música alegre, música de dança, músicas cômicas – qualquer coisa que impedisse os passageiros de ficar em pânico – vários passageiros assustados começaram a pensar na morte que enfrentariam e pediram aos músicos para tocarem hinos. O que ocorreu à todos foi 'Nearer My God to Thee'." De acordo com Gracie, que estava perto da banda até aquela seção do deck ficar alagada, as músicas tocadas pela banda eram "alegres", mas ele não reconheceu nenhuma delas, alegando que se tivessem tocado 'Nearer, My God, to Thee' como afirmado no jornal "eu certamente teria percebido". Diversos sobreviventes que estavam entre os últimos que deixaram o navio afirmaram que a banda continuou tocando até que a inclinação do convés se tornou muito íngreme para que eles parassem de pé, Gracie afirmou que a banda parou de tocar pelo menos 30 minutos antes que o navio afundasse. Diversas testemunhas apoiam este relato incluindo A. H. Barkworth, passageiro de primeira classe que testemunhou: "Eu não quero depreciar a bravura de ninguém, mas posso mencionar que, quando cheguei ao convés, a banda estava tocando uma valsa. Na próxima vez que passei onde a banda estava parada, os membros largaram seus instrumentos e não foram mais vistos."
Bride ouviu a banda tocando quando ele saiu da cabine de rádio, que agora estava inundada, na companhia do outro operador de rádio, Jack Phillips. Ele tinha acabado de brigar com um homem que Bride pensava ser "um foguista, ou alguém dos decks inferiores", que tentara roubar o colete salva-vidas de Phillips. Bride posteriormente escreveu: "Eu fiz o meu dever. Espero ter acabado [com o homem]. Eu não sei. Nós o deixamos no chão da cabine da sala de rádio, e ele não estava se movendo". Os dois operadores de rádio foram em direções opostas, Phillips para a popa e Bride em frente para o bote salva-vidas desmontável B.
Archibald Gracie também foi para a popa, mas, quando ele abriu caminho para a popa, encontrou seu caminho bloqueado por "uma massa de pessoas com várias linhas de profundidade, cobrindo o deck, de frente para nós" – centenas de passageiros dos decks inferiores, que tinham finalmente conseguido chegar ao convés superior pouco depois dos últimos botes partirem. Ele desistiu da ideia de ir até a popa e pulou na água para se afastar da multidão. Outros não fizeram tentativas de escapar. O desenhista do navio, Thomas Andrews, foi supostamente visto pela última vez na sala de fumar de primeira classe, tendo removido o colete salva-vidas, olhando a pintura acima da lareira. O destino do Capitão Smith é incerto pois existem relatos conflitantes sobre sua morte; ele entrou na casa do leme na ponte e morreu lá quando foi engolido pela água ou pulou na água pouco depois da ponte ser submersa morrendo em seguida na água gelada, possivelmente próximo ao desmontável B.

### Últimos minutos do naufrágio (02:15–02:20)

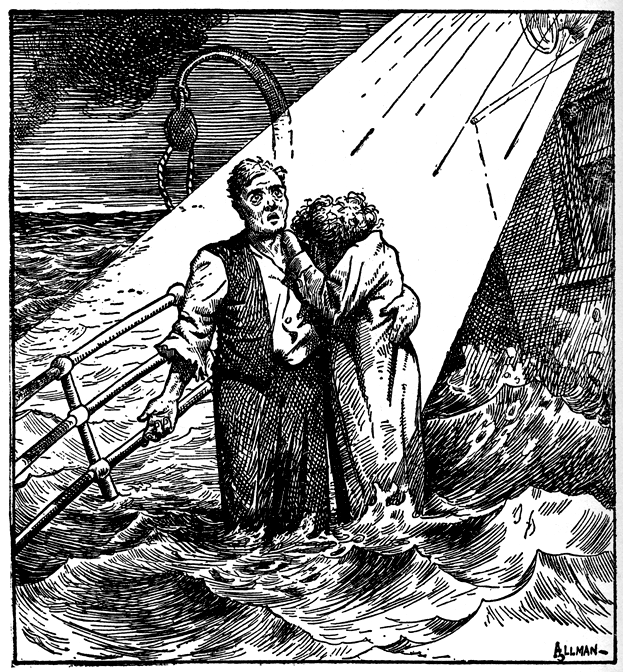
"Nearer, My God, To Thee" – desenho de 1912

Por volta de 02:15, o ângulo do Titanic dentro d'água começou a aumentar rapidamente enquanto a água começou a inundar as partes anteriormente não atingidas do navio através dos escotilhas dos conveses. Seu ângulo repentinamente crescente causou o que um sobrevivente chamou de "onda gigante" que foi correndo ao longo do navio do começo até o fim do convés dos botes, varrendo muitas pessoas para o mar. As pessoas que estavam tentando baixar os barcos desmontáveis A e B, incluindo o imediato Henry Wilde, o Primeiro Oficial Murdoch, o Segundo Oficial Charles Lightoller e o Coronel Archibald Gracie, foram varridos para longe junto com dois botes (o bote B flutuou de cabeça para baixo com Harold Bride preso debaixo dele, e o bote A acabou parcialmente inundado e com sua lona não levantada). Bride, Gracie e Lightoller conseguiram subir no bote B, mas Murdoch e Wilde pereceram na água.
Lightoller optou por abandonar seu posto para escapar da multidão crescente, e mergulhou na água pulando do teto dos quartos dos oficiais. Ele foi sugado pelo buraco de um poço de ventilação, mas foi expelido por "uma incrível explosão de ar quente" e surgiu ao lado do bote virado. A chaminé dianteira desabou com seu próprio peso, esmagando várias pessoas quando caiu na água e errou por pouco um dos botes salva-vidas. Quase atingiu Lightoller e criou uma onda que varreu o bote por 46 metros para longe do navio que afundava. Aqueles ainda no Titanic sentiram sua estrutura estremecer ao sofrer imensas tensões. Assim o passageiro de primeira classe Jack Thayer descreveu:

Ocasionalmente, havia um baque abafado ou uma explosão amortecida dentro do navio. Agora, sem aviso ele parecia começar a se mover para frente, indo para frente dentro d'água em um ângulo de mais ou menos quinze graus. Este movimento com a água correndo em nossa direção foi acompanhado por um rugido, misturado com mais explosões abafadas. Era como estar debaixo de uma ponte ferroviária de aço, enquanto um trem expresso passa por cima misturado com o ruído de uma fábrica de aço prensado... .

Testemunhas viram a popa do Titanic se levantando no ar enquanto o navio inclinava para baixo na água. Foi dito ter atingido um ângulo de 30 a 45 graus, "girando aparentemente em torno de um centro de gravidade para trás da meia-nau," como Lawrence Beesley posteriormente atestou. Muitos sobreviventes descrevem um grande barulho, que alguns atribuem a explosão das caldeiras. Beesley a descreve como "em parte um gemido, em parte um estrondo, e em parte um rompimento, e não foi um rugido repentino como uma explosão seria: continuou sucessivamente por alguns segundos, possivelmente quinze a vinte". Ele atribuiu isso aos "motores e máquinas que soltaram seus parafusos e rolamentos, e caindo pelos compartimentos, esmagando tudo em seu caminho".
Depois de mais um minuto, as luzes do navio piscaram uma vez e depois apagaram permanentemente, mergulhando o "Titanic" na escuridão. Jack Thayer relembra de ver "grupos de mil e quinhentas pessoas ainda a bordo, se agarrando em grupos ou punhados, como abelhas; apenas para cair em massas, pares ou individualmente, após a quebra do navio, duzentos e cinquenta pés, levantados no céu".

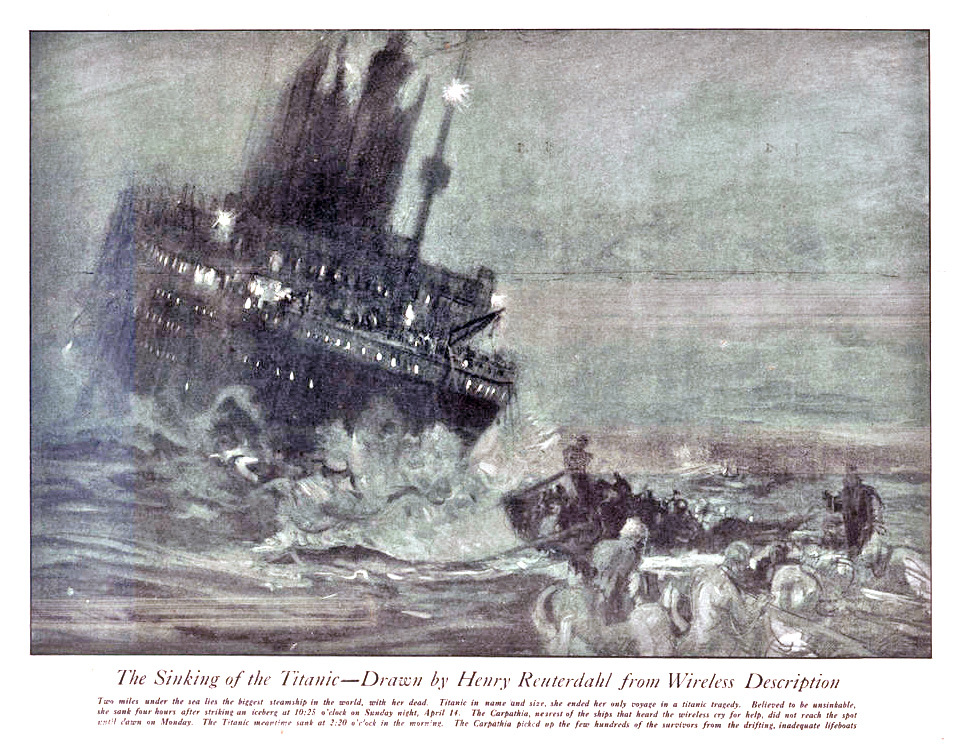
"Sinking of the Titanic" de Henry Reuterdahl

#### Momentos finais doTitanic(02h20)
O Titanic foi submetido a forças opostas extremas – a proa inundada puxando-o para baixo enquanto o ar na popa o mantinha na superfície – que estavam concentrados em um dos pontos mais fracos da estrutura, a área da escotilha da sala do motor. Pouco depois as luzes se apagaram, o navio se partiu. A proa submersa pode ter permanecido ligado à popa pela quilha por um curto período de tempo, puxando a popa um ângulo alto antes de se separar e deixando a popa flutuar por mais alguns minutos. A parte dianteira da popa teria inundado muito rapidamente, fazendo com que ela se inclinasse e depois se assentasse brevemente até afundar completamente. O navio desapareceu da vista às 02h20, duas horas e 40 minutos depois de atingir o iceberg. Thayer relatou que ele girou na superfície, "gradualmente [virando] seu convés para longe de nós, como que para esconder de nossa visão o horrível espetáculo... Então, com o ruído amortecido da explosão de suas últimas anteparas, ele deslizou silenciosamente longe de nós para o mar".
Os oficiais sobreviventes do Titanic e um número de proeminentes sobreviventes testificaram que o navio afundou em um pedaço, uma crença que foi afirmada pelos inquéritos britânico e americano a respeito do desastre. Archibald Gracie, que estava no deck de passeio com a banda (perto da segunda chaminé), afirmou que os conveses do Titanic estavam intactos na hora que afundou, e quando eu afundei com ele, e mais de 7/16 do navio já estavam debaixo da água, e não havia nenhuma indicação de qualquer ruptura iminente do convés ou do navio". Ballard argumentou que muitos outros relatos de sobreviventes indicavam que o navio tinha se partido em dois enquanto estava afundando. Como agora se sabe que os motores permaneceram no lugar junto com a maioria das caldeiras, o "grande barulho" ouvido por testemunhas e o assentamento momentâneo da popa foi presumivelmente causado pela ruptura do navio em vez do afrouxamento de seus equipamentos ou explosões de caldeiras.
Após afundar, a proa e a popa levaram apenas alguns minutos para chegar ao fundo aos 3 795 metros (12 451 pés), expelindo uma trilha de maquinário pesado, toneladas de carvão e grandes quantidades de detritos do interior do Titanic. As duas partes do navio aterrissaram com uma distância entre elas de aproximadamente 600 metros em uma área suavemente ondulada do leito marinho. A seção de proa continuou a descer com mais ou menos o mesmo ângulo que estava na superfície, golpeando o fundo do mar primeiramente com a proa em um ângulo raso com uma velocidade estimada de 25–30 mph (40–48 km/h). Sua energia cavou uma ranhura profunda no fundo do mar e enterrou esta seção até 20 metros de profundidade nos sentimentos antes de uma parada abrupta. A desaceleração súbita fez com que a estrutura da popa dobrar-se para baixo em vários graus, poucos depois da ponte. Os conveses no fim da seção de proa, que já tinham sido enfraquecidos durante a quebra do navio, desabaram um sobre os outros.
A seção de proa parecia ter descido quase verticalmente, provavelmente girando enquanto caía. Os tanques e compartimentos estanques ainda vazios implodiram enquanto descia, arrancando a estrutura e dobrando o reforço de aço do poop deck. A seção aterrissou com tal força que se enterrou mais ou menos 15 metros na altura do leme. Os decks sofreram um efeito panqueca caindo um sobre os outros e o casco sendo deslocado para os lados. Detritos continuaram caindo por todo o leito do mar por várias horas depois do naufrágio.

### Passageiros e tripulação na água (02h20–04h10)

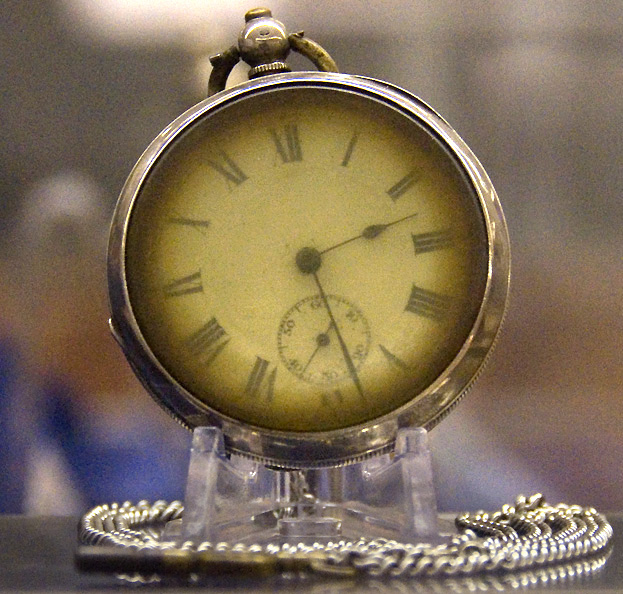
Relógio de bolso recuperado de uma vítima desconhecida do desastre, mostrando o horário de 2h28

Logo após o afundamento, centenas de passageiros e tripulação foram deixados à morte no mar gelado, cercado pelos detritos do navio. A desintegração do Titanic durante sua descida ao leito marinho deixou detritos – vigas de madeira, portas de madeira, móveis, painéis e pedaços de cortiça das anteparas – que subiam direto à superfície. Isto lesionou e possivelmente matou alguns dos nadadores; outros usaram os detritos para tentar se manter flutuando.
Com a temperatura em −2°C (28°F), a água estava mortalmente fria. O Segundo Oficial Lightoller descreve a sensação de "mil facas" sendo cravadas em seu corpo quando entrou no mar. Alguns destes na água morreriam quase instantaneamente de ataque cardíaco causado pela rápida tensão de seus sistemas cardiovasculares. Outros progrediram pelos clássicos sintomas da hipotermia: tremores extremos no início, seguido por uma diminuição e enfraquecimento da pulsação à medida que a temperatura corporal caía, antes de perder a consciência e morrer.
Aqueles nos botes salva-vidas estavam aterrorizados em ouvir o som do qual Lawrence Beesley chamou de "toda emoção possível de medo humano, desespero, agonia, ressentimento feroz e raiva cega se misturavam – Estou certo disso – com tom de infinita surpresa, como se cada um estivesse dizendo: "Como é possível que esta coisa horrível aconteça comigo? Por que eu deveria ser pego nesta armadilha de morte? Jack Thayer comparou com o som de "gafanhotos em uma noite de verão", enquanto George Rheims, que pulou momentos antes do Titanic afundar, descreve como "um lúgubre gemido que nunca esquecerei; veio daquelas pobres pessoas que estavam flutuando, pedindo ajuda. Foi horrível, misterioso, sobrenatural."
O barulho das pessoas na água gritando e chorando foi um tremendo choque nos ocupantes dos botes, muitos dos quais acreditavam que todos escapariam antes que o navio se afundasse. como Beesley posteriormente escreveu, os gritos "chegaram como um raio, inesperado, inconcebível, incrível. Ninguém em nenhum dos botes que pararam a poucas centenas de metros de distância pode ter escapado do choque paralisante em saber que a uma curta distância, uma tragédia, inacreditável em sua magnitude, estava acontecendo, o qual, impotentes, não poderíamos de modo algum evitar ou atenuar".

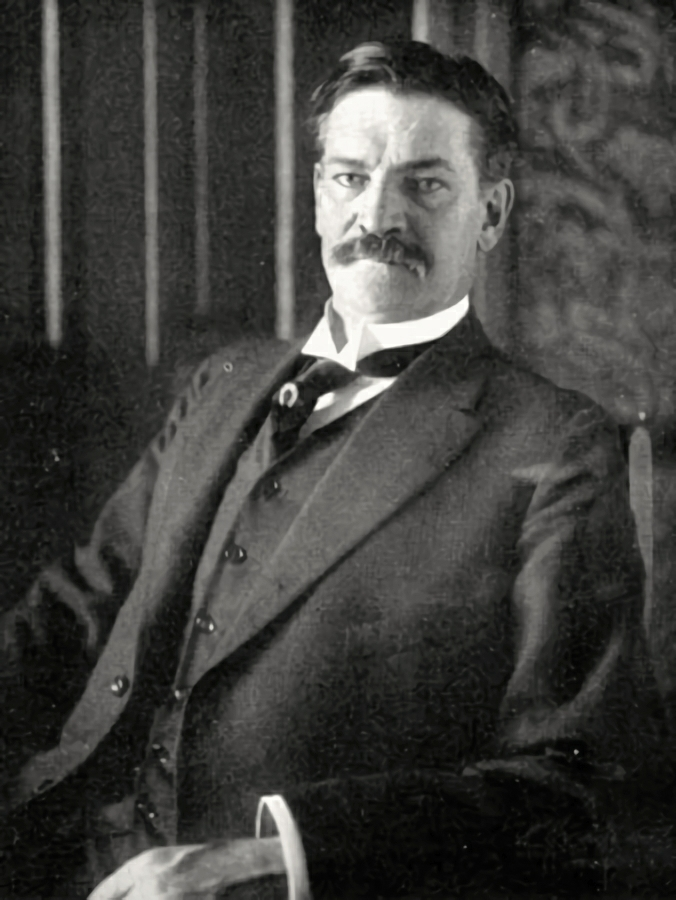
Coronel Archibald Gracie, um dos sobreviventes que conseguiu chegar ao bote desmontável B, nunca se recuperou de sua provação e morreu oito meses após o naufrágio

Poucos daqueles que estavam na água sobreviveram. Entre eles estava Archibald Gracie, Jack Thayer e Charles Lightoller, que conseguiram subir no bote desmontável B que ficou virado de cabeça para baixo. Por volta de 12 membros da tripulação subiram no desmontável B, e resgataram aqueles que podiam até que 35 homens se equilibravam precariamente no bote com casco para cima. Percebendo o risco do bote ser submerso pela massa de nadadores ao seu redor, eles remaram lentamente para longe, ignorando os argumentos de dezenas de nadadores que pediam para subir a bordo. Em seu relato, Gracie escreveu sobre a admiração que ele teve por aqueles na água: "Em nenhum caso, estou feliz em dizer, ouvi qualquer palavra de censura de um nadador devido a uma recusa em conceder assistência... [uma recusa] foi encontrada com a voz masculina de um homem poderoso ... "Tudo bem garotos, boa sorte e Deus os abençoe"." Diversos outros nadadores (provavelmente 20 ou mais) chegaram ao bote desmontável A, que estava voltado para cima mas parcialmente inundado, pois suas lonas laterais não tinham sido erguidas apropriadamente. Seus ocupantes tiveram que se sentar por horas em 30 centímetros de água congelante.
Mais longe, os outros 18 botes salva-vidas – a maioria dos quais tinham assentos vazios – se espalharam enquanto os ocupantes discutiam se deveriam fazer alguma coisa para resgatar os nadadores. O bote nº 4, tendo permanecido próximo do navio, parecia ser o mais perto do local do naufrágio, mais ou menos à 50 metros de distância; isto permitiu que duas pessoas entrassem no bote e outra foi retirada da água entes do navio afundar. Após o naufrágio, sete outros homens foram puxados da água, embora dois morressem mais tarde. O desmontável D resgatou mais um homem que pulou na água e nadou até o bote imediatamente após este ser baixado. Em todos os outros botes, os ocupantes decidiram contra o retorno, provavelmente com medo de que fossem virados na tentativa de resgate. Alguns colocam suas objeções sem rodeios; o quartel-mestre Hichens, no comando do bote nº 6, disse às mulheres a bordo de seu bote que não fazia sentido em retornar pois só havia "só um monte de rígidos lá".
Após mais ou menos 20 minutos, os clamores começaram a diminuir pois os nadadores ficaram inconscientes e morreram. O Quinto Oficial Lowe, no comando do bote nº 14, "esperou até que os gritos e o choro diminuíssem" antes de montar uma tentativa de resgatar aqueles na água. Ele reuniu cinco dos botes salva-vidas e transferiu os ocupantes entre eles para liberar espaço no bote nº 14. Lowe então pegou uma equipe de sete tripulantes e um passageiro homem que se voluntariou para ajudar, e então remaram de volta ao local do naufrágio. Toda esta operação levou por volta de 45 minutos. Na hora em que o bote nº 14 se dirigiu ao local do naufrágio, quase todos àqueles na água estavam mortos e apenas poucas vozes ainda podiam ser ouvidas.
Lucy, Lady Duff-Gordon, relembra que após o desastre "o último grito foi o de um homem que estava clamando alto: 'Meu Deus! Meu Deus!' Ele chorou de forma monótona, de uma maneira lenta e sem esperança. Por uma hora inteira, houve um enorme coro de gritos, diminuindo gradualmente em um gemido sem esperança, até este último choro que falo. Então ficou tudo em silêncio". Lowe e sua equipe encontrou quatro homens ainda vivos, um dos quais morreu logo depois. Depois, tudo que podiam ver eram "centenas de corpos e coletes salva-vidas"; os mortos "pareciam ter morrido com o frio, pois seus membros estavam todos rijos".
Nos outros botes, não havia nada que os sobreviventes podiam fazer a não ser esperar pela chegada dos navios de resgate. O ar estava mortalmente frio e vários dos barcos fizeram água. Os sobreviventes não encontraram rações de emergência nos botes, e maioria não tinha luzes. A situação estava particularmente ruim a bordo do desmontável B, que só foi mantido à tona por um diminuto bolsão de ar no casco voltado para cima. Como a manhã se aproximava, o vento soprou e o mar tornou-se cada vez mais agitado, forçando aqueles no barco desmontável a se equilibrar. Alguns, exaustos pela provação, caíram no mar e se afogaram. Tornou-se cada vez mais difícil para o resto manter o equilíbrio no casco, com ondas varrendo o bote. Archibald Gracie posteriormente escreveu como ele e os outros sobreviventes sentados no casco virado foram atacados pela "total impotência de nossa posição".

### Resgate e partida (04h10–09h15)

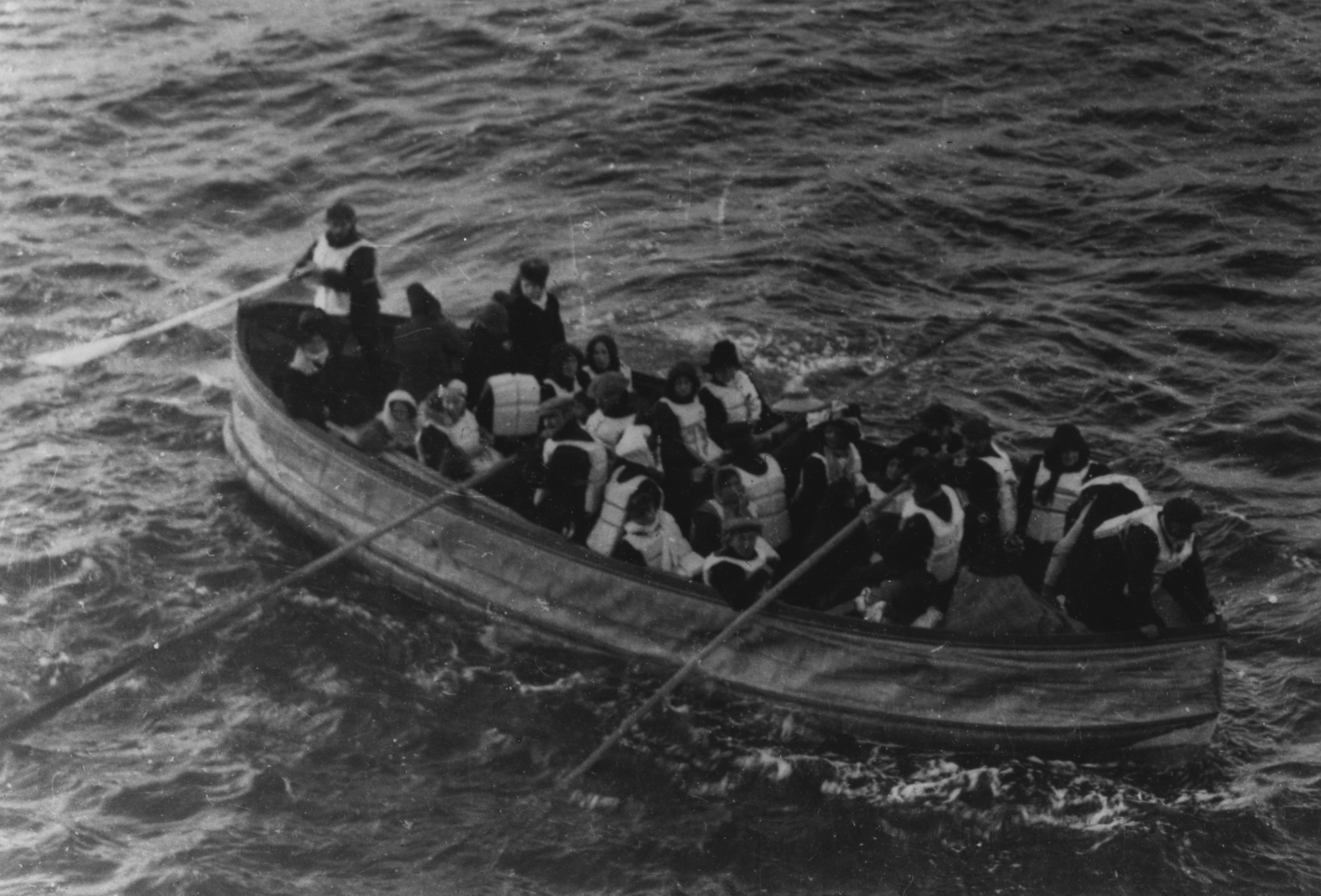
Bote desmontável D fotografado do convés do RMS Carpathia na manhã de 15 de abril de 1912

Os sobreviventes do Titanic foram resgatados por volta de 04h00 de 15 de abril pelo RMS Carpathia, que tinha navegado durante a noite em alta velocidade e correndo sérios riscos, pois o navio teve que se esquivar de inúmeros icebergs no caminho. As luzes do Carpathia foram vistas pela primeira vez por volta de 03h30, o que animou grandemente os sobreviventes, embora ainda se levaria várias horas para todos serem trazidos a bordo. Os 30 ou mais homens no desmontável B finalmente conseguiram embarcar em dois outros botes, mas um sobrevivente morreu logo antes da transferência ser feita. O bote desmontável A também estava com problemas e agora estava quase inundado; muitos daqueles a bordo (talvez mais da metade) morreram durante a noite. Os sobreviventes restantes – um número não sabido de homens, estimados entre 10-11 e mais de 20 e uma mulher – foram transferidos do bote A para outro bote salva-vidas, deixando para trás três corpos dentro do bote, que foi deixado à deriva. Foi recuperado um mês depois pelo navio da White Star Oceanic, com os corpos ainda a bordo.
Aqueles no Carpathia foram surpreendidos pela cena que viram quando o sol surgiu: "campos de gelo onde, como pontos na paisagem, estavam inúmeras pirâmides de gelo". O Capitão Arthur Rostron do Carpathia viu gelo por todos os lados, incluindo 20 grandes icebergs medindo até 61 metros (200 pés) de altura e inúmeros menores, bem como massas de gelo flutuante e detritos do Titanic. Pareceu aos passageiros do Carpathia que seu navio estava no meio de uma vasta planície branca de gelo, com icebergs parecendo montanhas à distância.
À medida que os botes salva-vidas foram trazidos ao lado do Carpathia, os sobreviventes vieram a bordo do navio de várias maneiras. Alguns eram fortes o bastante para escalar por escadas de cordas; outros foram içados em fundas e as crianças foram içadas em sacos de correio. O último bote a alcançar o navio foi o de Lightoller, nº 12, com 74 pessoas a bordo de um bote desenhado para abrigar 65 pessoas. Estavam todos no Carpathia por volta de 09h00. Havia cenas de alegria com famílias e amigos se reunindo, mas na maioria dos casos as esperanças morreram quando os entes queridos dos sobreviventes não apareceram.
Às 09h15, outros dois navios chegaram ao local – o Mount Temple e o Californian, que tinha finalmente sabido do desastre quando seu operador de rádio retornou ao trabalho – mas naquele momento não havia mais sobreviventes a serem resgatados. O Carpathia seguia para Fiume no Império Austro-Húngaro (agora Rijeka, Croácia), mas como ele não tinha nem provisões nem as instalações médicas para atender os sobreviventes, Rostron ordenou que a rota fosse calculada para retornar à Nova Iorque, onde os sobreviventes poderiam receber os cuidados apropriados. O Carpathia partiu da área, deixando os outros navios encarregados de uma busca fina, infrutífera, de duas horas.

## Consequências

### Dor e indignação

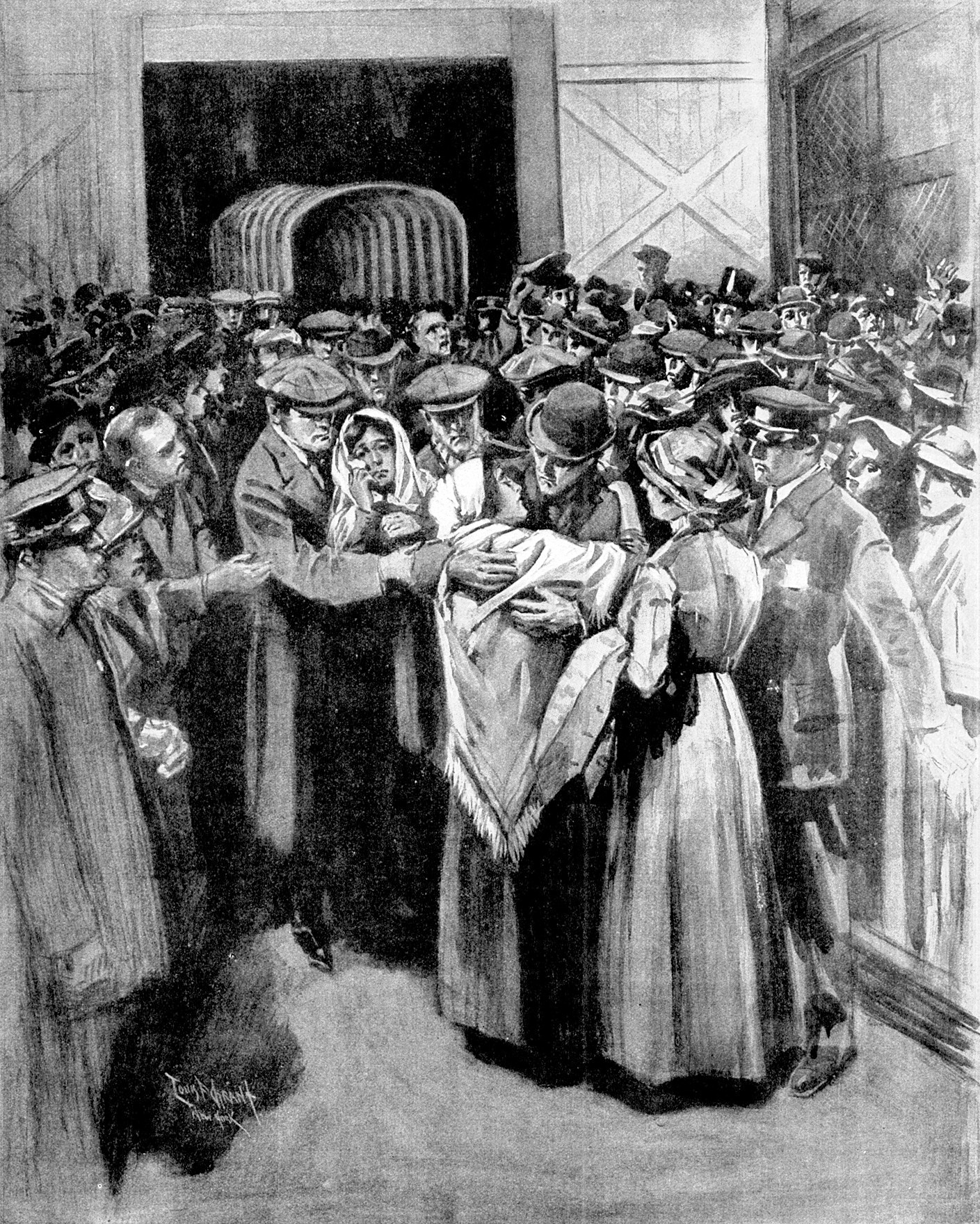
Desembarque dos sobreviventes do Titanic em Nova Iorque

Quando o Carpathia chegou ao Pier 54, em Nova Iorque, na manhã de 18 de abril, após uma difícil viagem por campos de gelo, neblina, tempestades e mares agitados, cerca de 40 mil pessoas estavam de pé no cais, alertados sobre o desastre por mensagens de rádio do Carpathia e outros navios. Foi apenas quando o Carpathia ancorou – três dias depois do naufrágio do Titanic – que a dimensão total do desastre se tornou publicamente conhecida.
Mesmo antes do Carpathia chegar a Nova Iorque, já estavam em curso operações de salvamento para recuperar os mortos. Quatro navios fretados pela White Star Line conseguiram recuperar 328 corpos; 119 foram sepultados no mar, enquanto os 209 restantes foram trazidos para a costa até ao porto canadense de Halifax, Nova Escócia, onde 150 destes foram enterrados. Memoriais foram erguidos em vários lugares – Nova Iorque, Washington, Southampton, Liverpool, Belfast e Lichfield, entre outros – e foram realizadas cerimônias em ambos os lados do Atlântico para homenagear os mortos e arrecadar fundos para ajudar os sobreviventes. Os corpos da maioria das vítimas do Titanic nunca foram recuperados e a única evidência de suas mortes foi achada 73 anos depois, entre os detritos no leito marinho: pares de sapatos repousados lado a lado, onde os corpos estavam antes de se decomporem.
A reação pública ao desastre foi de choque e indignação; várias questões foram colocadas: porque haviam tão poucos botes salva-vidas? Porque é que Ismay salvou sua própria vida quando tantos outros morreram? Porque é que o Titanic passou pelo campo de gelo a toda velocidade? A indignação foi dos próprios sobreviventes; mesmo enquanto eles estavam a bordo de Carpathia a caminho de Nova Iorque, Beesley e outros sobreviventes foram determinados a "despertar a opinião pública para salvaguardar as viagens oceânicas no futuro" e escreveram uma carta pública para o The Times solicitando mudanças nas leis de segurança marítima.
Em lugares intimamente associados com o Titanic, a sensação de tristeza era profunda. As maiores perdas foram em Southampton, lar de 699 membros da tripulação e também de muitos passageiros. Uma multidão de mulheres em pranto – esposas, irmãs e mães de membros da tripulação – reuniram-se do lado de fora dos escritórios da White Star em Southampton para receber notícias de seus entes queridos. A maioria deles estava entre os 549 habitantes de Southampton que pereceram. Em Belfast, igrejas ficaram lotadas e os trabalhadores do estaleiro choraram nas ruas. O navio tinha sido um símbolo das conquistas industriais de Belfast, e não havia apenas uma sensação de tristeza, mas também uma culpa, já que aqueles que construíram o "Titanic" sentiram que eram responsáveis de alguma forma por sua perda.

### Inquéritos públicos e legislação

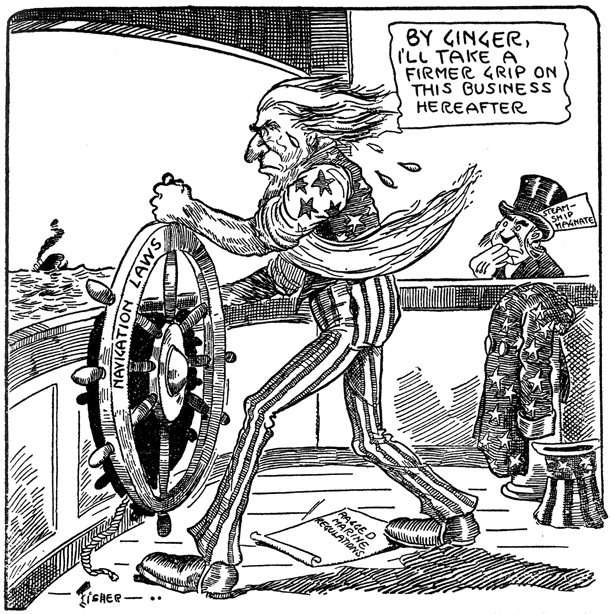
"Time to get busy" de Bud Fisher, 1912. A indignação pública na catástrofe levou os políticos a impor novas regulamentações sobre a indústria de navegação. (A frase no balão diz: Por ginger, vou ter um controle mais firme sobre o negócio daqui em diante)

Após o naufrágio, foram feitas consultas públicas na Grã-Bretanha e nos Estados Unidos. O inquérito americano começou em 19 de abril sob a presidência do Senador William Alden Smith, enquanto o inquérito britânico começou em Londres sob a presidência de Lord Mersey em 2 de maio de 1912. Eles chegaram a conclusões amplamente semelhantes: os regulamentos sobre o número de botes salva-vidas que os navios tinham de transportar estavam desatualizados e inadequados; o Capitão Smith falhou em não ter a atenção adequada apesar dos avisos de gelo; os botes salva-vidas não haviam sido devidamente preenchidos ou tripulados; e a colisão foi resultado direto de navegar em uma área perigosa em alta velocidade. O Capitão Lord do Californian foi duramente criticado em ambos inquéritos por não prestar assistência ao Titanic.
Nenhum dos inquéritos achou que a negligência da International Mercantile Marine Co. (a companhia parente) ou da White Star Line (que era proprietária do Titanic) fosse um fator. O inquérito americano concluiu que os envolvidos seguiram a prática padrão, e o desastre só poderia ser categorizado como um "ato de Deus", e o inquérito britânico concluiu que Smith tinha seguido a antiga prática padrão que não tinha demonstrado anteriormente ser insegura (o inquérito observou que somente os navios britânicos haviam transportado 3,5 milhões de passageiros durante a década anterior com a perda de apenas 73 vidas) e concluiu que ele tinha feito "apenas o que outros homens habilidosos teriam feito na mesma posição". O inquérito britânico também advertiu que "o que foi um erro no caso do "Titanic" seria sem dúvida uma negligência em qualquer caso semelhante no futuro".
O desastre levou a mudanças importantes nos regulamentos marítimos implementando novas medidas de segurança, como garantir que mais botes salva-vidas fossem fornecidos, que os treinamentos com embarcações salva-vidas fossem realizadas corretamente e que os equipamentos de rádio em navios de passageiros fossem ocupados 24 horas por dia. Uma Patrulha Internacional do Gelo foi montada para monitorar a presença de icebergs no Atlântico Norte, e os regulamentos de segurança marítima foram harmonizados internacionalmente através da Convenção Internacional para a Salvaguarda da Vida Humana no Mar; ambas as medidas ainda estão em vigor hoje.

### Impacto cultural e destroços

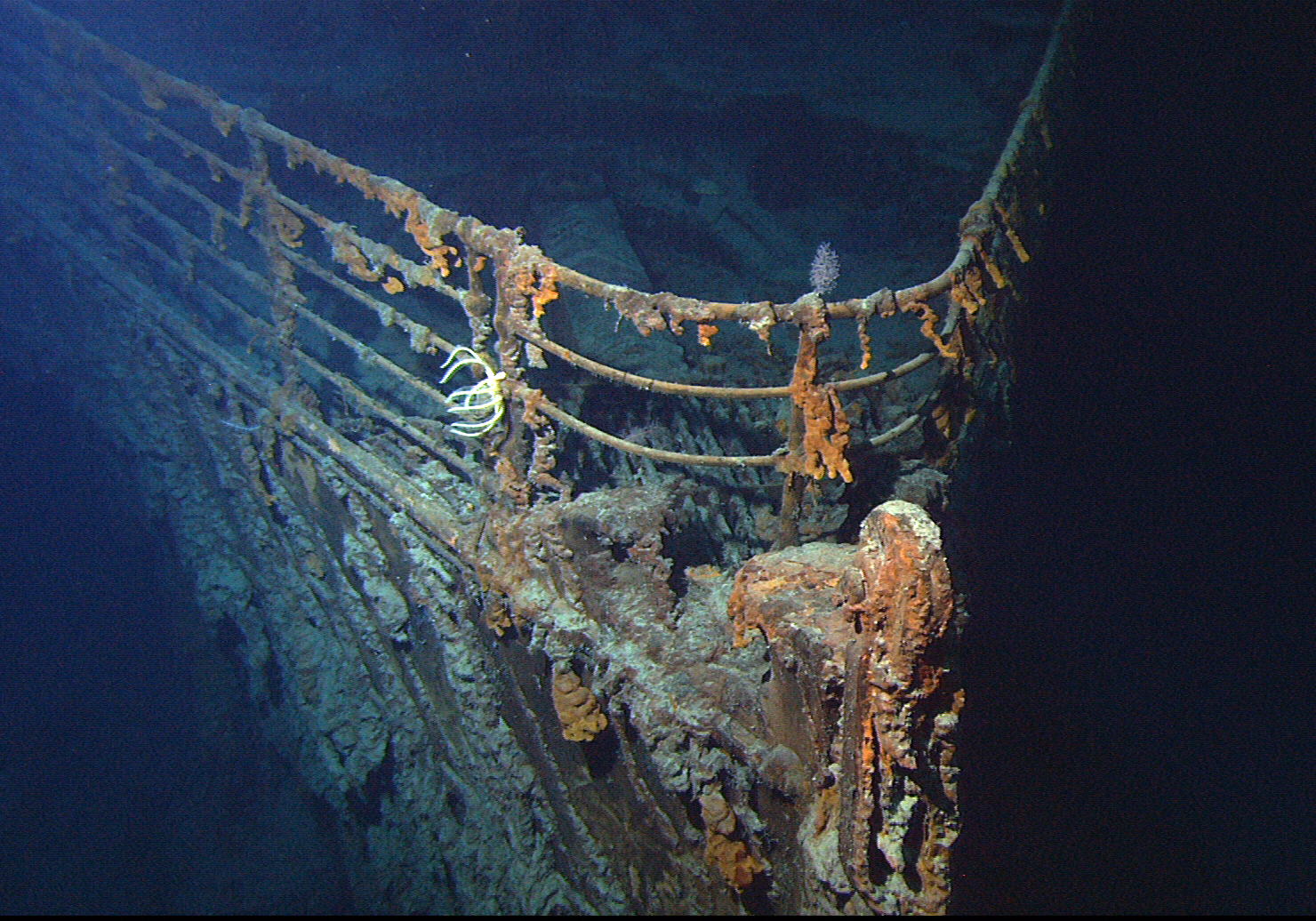
Destroços do RMS Titanic

O naufrágio do Titanic se tornou um fenômeno cultural, celebrado por artistas, cineastas, escritores, compositores, músicos e dançarinos imediatamente após o desastre até os dias de hoje. Em 1º de setembro de 1985 uma expedição conjunta franco-americana liderada por Robert Ballard encontrou os destroços do Titanic, e a redescoberta do navio levou a uma explosão de interesse na história do Titanic. Inúmeras expedições foram feitas para filmar os destroços e, de maneira controversa, resgatar objetos do campo de detritos. A primeira grande exibição de objetos recuperados aconteceu no Museu Marítimo Nacional de Londres em 1994–95. Em 1997, o filme homônimo de James Cameron se tornou o primeiro filme a ganhar 1 bilhão de dólares de bilheteria, e a trilha-sonora do filme se tornou a trilha-sonora mais vendida de todos os tempos.
O naufrágio está em decomposição constante, transformando-se em óxido a uma taxa de 0,5-1 tonelada por dia (assumindo um décimo de milésimo de polegada por dia em todas as superfícies). Eventualmente a estrutura do Titanic irá desabar, e será reduzido para um pedaço de ferrugem no fundo do mar, com os restos restantes do casco do navio misturados com seus acessórios mais duráveis, como as hélices, os cabrestantes de bronze, as bússolas e o telemotor.

## Vítimas e sobreviventes
O número exato de mortos no naufrágio é incerto devido a vários fatores, como confusão sobre a lista de passageiros, que incluía nomes de pessoas que cancelaram a viagem no último momento e o fato de alguns passageiros terem embarcado sob pseudônimos por várias razões e foram contados em duas listas de vítimas. O número total de mortos já foi colocado entre 1 490 e 1 635 pessoas. Os números abaixo são do relatório do inquérito britânico sobre o desastre.
| Passageiros | Categoria  | Número a bordo | Porcentagem por total a bordo | Salvos | Mortos | Porcentagem salvos | Porcentagem mortos | Porcentagem salvos por total a bordo | Porcentagem mortos por total a bordo |
| ----------- | ---------- | -------------- | ----------------------------- | ------ | ------ | ------------------ | ------------------ | ------------------------------------ | ------------------------------------ |
| Crianças    | 1ª Classe  | 6              | 0,3%                          | 5      | 1      | 83%                | 17%                | 0,2%                                 | 0,04%                                |
| Crianças    | 2ª Classe  | 24             | 1,1%                          | 24     | 0      | 100%               | 0%                 | 1,1%                                 | 0%                                   |
| Crianças    | 3ª Classe  | 79             | 3,6%                          | 27     | 52     | 34%                | 66%                | 1,2%                                 | 2,4%                                 |
| Crianças    | Total      | 109            | 4,9%                          | 56     | 53     | 51%                | 49%                | 2,5%                                 | 2,4%                                 |
| Mulheres    | 1ª Classe  | 144            | 6,5%                          | 140    | 4      | 97%                | 3%                 | 6,3%                                 | 0,2%                                 |
| Mulheres    | 2ª Classe  | 93             | 4,2%                          | 80     | 13     | 86%                | 14%                | 3,6%                                 | 0,6%                                 |
| Mulheres    | 3ª Classe  | 165            | 7,4%                          | 76     | 89     | 46%                | 54%                | 3,4%                                 | 4,0%                                 |
| Mulheres    | Tripulação | 23             | 1,0%                          | 20     | 3      | 87%                | 13%                | 0,9%                                 | 0,1%                                 |
| Mulheres    | Total      | 425            | 19,1%                         | 316    | 109    | 74%                | 26%                | 14,2%                                | 4,9%                                 |
| Homens      | 1ª Classe  | 175            | 7,9%                          | 57     | 118    | 33%                | 67%                | 2,6%                                 | 5,3%                                 |
| Homens      | 2ª Classe  | 168            | 7,6%                          | 14     | 154    | 8%                 | 92%                | 0,6%                                 | 6,9%                                 |
| Homens      | 3ª Classe  | 462            | 20,8%                         | 75     | 387    | 16%                | 84%                | 3,3%                                 | 17,4%                                |
| Homens      | Tripulação | 885            | 39,8%                         | 192    | 693    | 22%                | 78%                | 8,6%                                 | 31,2%                                |
| Homens      | Total      | 1 690          | 75,9%                         | 338    | 1 352  | 20%                | 80%                | 15,2%                                | 60,8%                                |
| Total       |            | 2 224          | 100%                          | 710    | 1 514  | 32%                | 68%                | 31,9%                                | 68,1%                                |

Menos de um terço daqueles que estavam a bordo do Titanic sobreviveram. Alguns sobreviventes morreram pouco tempo depois; ferimentos e os efeitos da exposição causaram a morte de muitos daqueles resgatados pelo Carpathia. 49% das crianças, 26% das mulheres passageiras, 82% dos homens passageiros e 78% da tripulação morreram. Os números mostram enormes diferenças nos índices de sobrevivência das diferentes classes a bordo do navio, especialmente entre as mulheres e crianças. Apesar de menos de 10% das mulheres da primeira e segunda classe juntas terem morrido, 54% daquelas na terceira pereceram. Similarmente, cinco das seis crianças na primeira classe e todas da segunda classe sobreviveram, porém 52 das 79 na terceira morreram. A única criança da primeira classe a morrer foi Loraine Allison, de dois anos de idade. Proporcionalmente, as maiores perdas foram sofridas por homens da segunda classe, dos quais 92% morreram. Além disso, três animais de estimação que estavam a bordo sobreviveram.